# Honda NSX
NSX bezeichnet einen zwischen 1990 und 2005 in verschiedenen Versionen angebotenen zweisitzigen Mittelmotor-Sportwagen von Honda. In Nordamerika und Hongkong wurde er unter dem Markennamen Acura verkauft. Rennversionen des Wagens wurden mit Werksunterstützung allerdings auch noch bis Ende 2009 im Motorsport eingesetzt. Der NSX gilt in mehrfacher Hinsicht als technischer Vorreiter: Er ist das erste Serienkraftfahrzeug, das praktisch vollständig aus Aluminium gebaut wurde und das sowohl eine elektronische Lenkunterstützung als auch eine elektronische Drosselklappen-Steuerung hat (Drive-by-Wire). Sein V6-Motor erreicht Drehzahlen bis 8000 min−1 und hat Titan-Pleuel und Zündkerzen mit Platin-Elektroden.

## Entwicklung und Vorstellung
Nach Angaben des damaligen Leiters der Entwicklungsabteilung und späteren Firmenchefs Nobuhiko Kawamoto begann das Honda-Sportwagenprojekt Anfang 1986. Entwicklungsvorgabe unter der Gesamtprojektleitung des Chefingenieurs Shigeru Uehara, der auch als „Vater des NSX“ gilt, war unter anderem eine weitgehende Leichtbauweise mit einem kompakten Motor, eine ausgewogene Aerodynamik mit möglichst geringem Auftrieb bei hohen Geschwindigkeiten und eine fahrerorientierte Ergonomie mit größtmöglicher Rundumsicht (311,8 Grad). Weitere Stylingeinflüsse lassen sich auf die frühere Zusammenarbeit von Honda mit den italienischen Pininfarina-Designern zurückführen, die 1984 auf dem Turiner Autosalon den Prototyp „HP-X“ (für Honda/Pininfarina-Experimental) vorstellten. Dieses Fahrzeug war auch als Mittelmotorauto konzipiert; allerdings mit einem 2-Liter-Sechszylinder-Motor. Es war von einem Honda-Formel-2-Motorenprojekt abgeleitet, das wegen der Reglement-Änderung 1985, als die Formel 2 durch die Formel 3000 mit 3-Liter-Motoren ersetzt wurde, nicht mehr zum Einsatz kam.
Eine große Ähnlichkeit besteht außerdem mit dem 1985 auf der IAA in Frankfurt von der MG Rover Group vorgestellten Prototyp MG EX-E, dessen Gestaltung nach Angaben des Designers Roy Axe auch schon vom F-16-Jet sowie von seinem privaten Ferrari 308 beeinflusst worden war. Honda besaß in den 1980er-Jahren zeitweise 20 Prozent der MG-Rover-Aktien und half bei der Entwicklung verschiedener Modelle der britischen Marke.
Bis 1989 dauerten die grundlegenden Entwicklungs- und Abstimmungsarbeiten für den NSX. Während dieser Zeit soll Honda rund 400 damit zusammenhängende Patente angemeldet haben. Die letzten Feinabstimmungen fanden 1990 unter anderem mit Formel-1-Pilot Ayrton Senna auf der Nürburgring-Nordschleife statt. Das erste Vorserienmodell wurde im Februar 1989 bei der Automobilmesse Chicago Auto Show und im Oktober 1989 auf der Tokyo Motor Show als Honda bzw. Acura NS-X (New Sportscar [Bindestrich] eXperimental) präsentiert. Nach Honda-Informationen stand dieses Akronym während des vorangegangenen Entwicklungsprozesses für New Sports und X als Variable für eine unbekannte Größe.
Vor allem die US-amerikanische Fachpresse reagierte positiv auf den NSX. 1990, im Jahr der weltweiten Markteinführung, wurde das Auto vom Automobile Magazine als „Automobile of the year“, vom Industrial Designers Institute als „Design of the year“ und von der Zeitschrift Road & Track als „eines der 10 besten Autos der Welt“ ausgezeichnet. Im Jahr darauf bezeichnete die Fachzeitschrift Motor Trend den NSX als „den besten jemals gebauten Sportwagen“. Im ersten kompletten Verkaufsjahr 1991 wurden allein in den USA rund 3160 Exemplare abgesetzt.

## Ausstattung und Fahrwerk

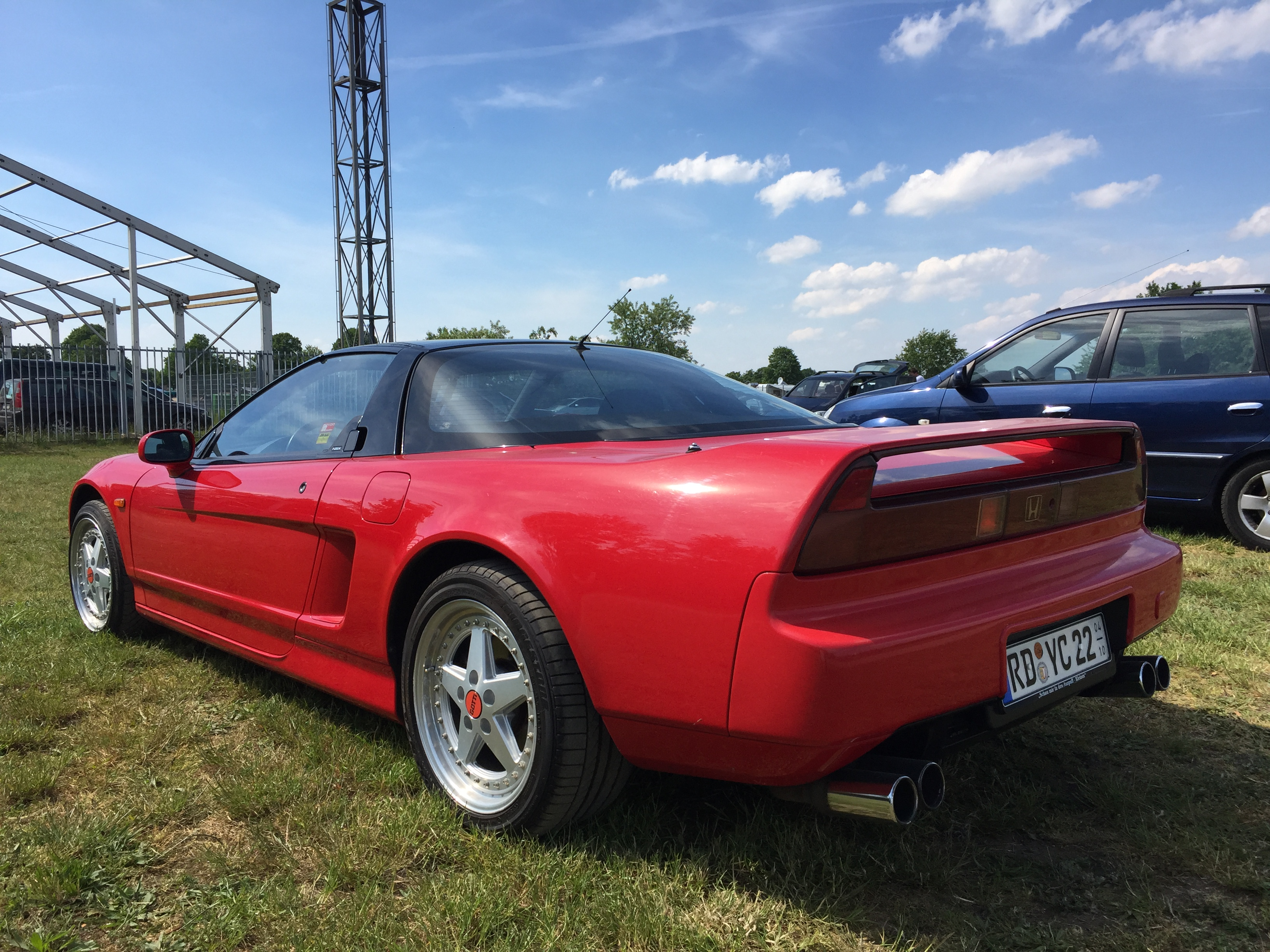
Honda NSX NA1 Heckansicht

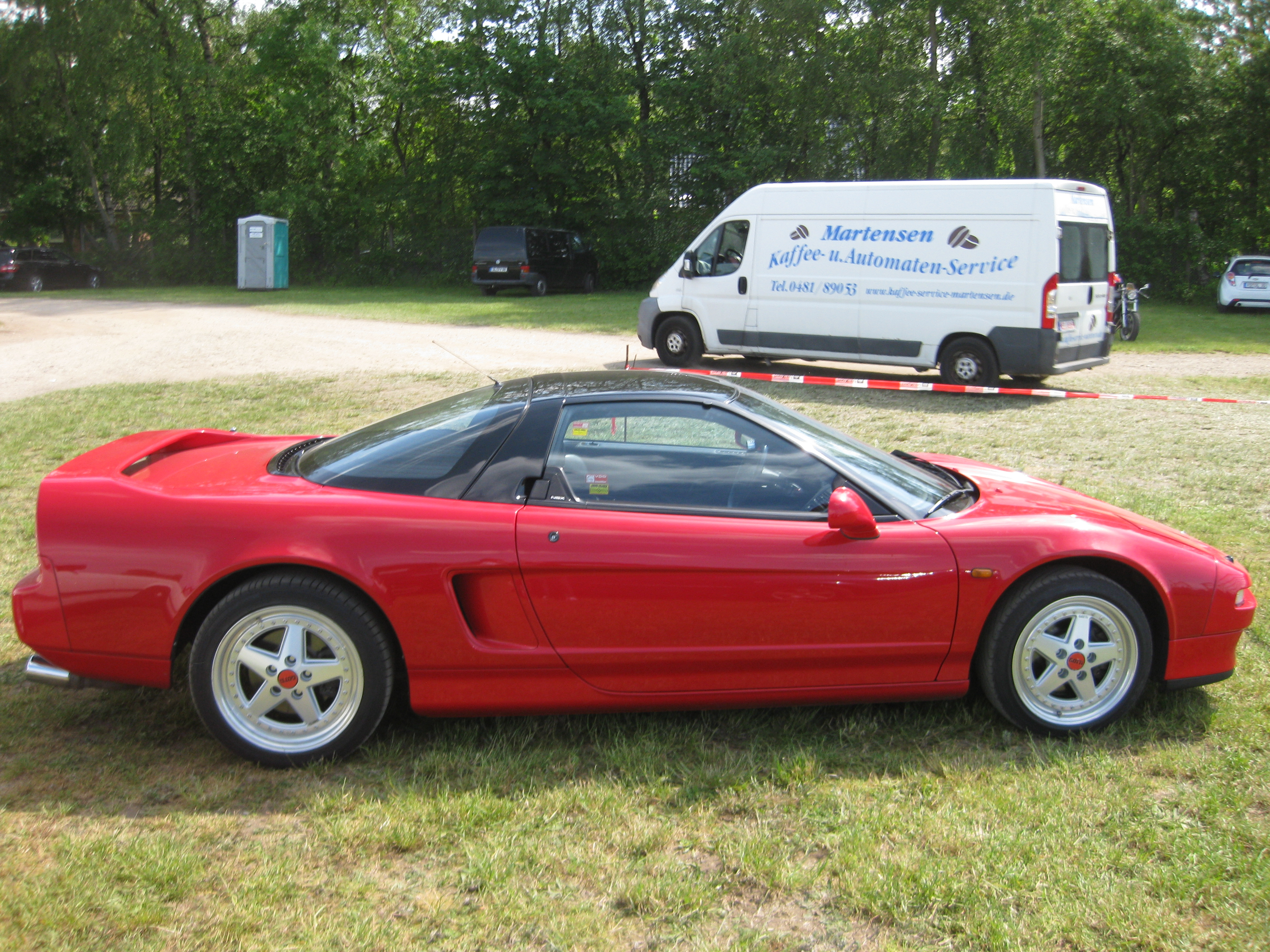
Honda NSX NA1 Seitenansicht

Die beim NSX – bis auf ein Teil im Interieur – vollständig aus Aluminium gefertigten Karosserie-, Fahrwerks- und Motorkomponenten waren zwar nach Werksangaben rund 200 kg leichter als vergleichbare Teile aus Stahl oder Grauguss, das Gesamtgewicht lag mit rund 1350 kg dennoch auf dem Niveau der damals konventionell gefertigten Konkurrenzmodelle. Dies erklärt sich aus der für einen Sportwagen umfangreichen Komfort- und Sicherheitsausstattung: Klimaautomatik, HiFi-System mit CD-Wechsler, elektrisch verstellbare Ledersitze, Airbags sowie Polster- und Dämmmaterial. Wenn sie entfernt werden, reduziert sich das Gesamtgewicht des NSX um rund 100 kg, was nachträglich auch durch die 2002 vorgestellte und nur 1244 kg schwere NSX-R-Modellversion bestätigt wurde.
Die Karosserie wurde auch aus Strangpressprofilen aus Aluminium gefertigt, eine Neuheit bei Automobilen. Das Gesamtgewicht verteilt sich beim Serienmodell zu 42 % auf die Vorder- und 58 % auf die Hinterachse. Der NSX wurde anfangs in lediglich vier Farben angeboten: Sebring Silber Metallic (NH 552 M), Berlina Schwarz (NH 547), Formula Rot (R 77) und Indy Gelb Pearl (Y 52 P).
In den Folgejahren kamen verschiedene Farben hinzu und andere hingegen wurden wieder aus der Liste genommen. Die Farben des NA1 waren unter anderem: R77: Formula Red, NH547: Berlina Black, NH545P: Neutron White Pearl, NH546M: Kaiser Silver, NH552M: Sebring Silver, Y52P: Indy Yellow Pearl, G70P: Brooklands Green Pearl, NH565: Grand Prix White, R87P: Cranberry Red Pearl, B66P: Monte Carlo Blue Pearl, BG32P: Estoril Turquoise Pearl, G76: Bayleaf Green, PB72P: Quasar Grey Pearl, PB73P: Midnight Purple Pearl, B82: Circuit Blue, R501: Lemans Red, NH604P: Magnum Grey Pearl, NH609P: Platinum White Pearl, YR514P: Imola Orange Pearl, GY19M: Lime Green, G96P: Hockenheim Green Pearl, R508P: Monza Red Pearl, NH630M: Silverstone Metallic, R510: New Formula Red, B501P: Monaco Blue Pearl, NH629M: Quantum Gray Metallic. Die Dachfarbe war bis zum Jahr 1994 immer schwarz, ab 1995 optional in Wagenfarbe und ab 1997 immer in Wagenfarbe.
Als Technologietransfer aus dem Honda-Formel-1-Engagement bis 1992 erhielt der NSX ein Aluminium-Fahrwerk mit Einzelradaufhängung, doppelten Dreiecksquerlenkern, Schraubenfedern, Teleskop-Stoßdämpfern und Querstabilisatoren. Diese Kombination war damals im Rennsport verbreitet. Die Vorteile sind dabei unter anderem die geringeren ungefederten Massen und die auch bei extremer Belastung spurstabile Radführung. Außerdem gehen bei Kurvenfahrt die kurvenäußeren Räder weiter in negativen Sturz, was die Reifenaufstandsfläche vergrößert und die Fahrstabilität erhöht. Speziell für den NSX gab es dazu auf das Fahrwerk abgestimmte, laufrichtungs- und seitengebundene Reifen, die nur von Yokohama und Bridgestone hergestellt wurden. Da die Vorderreifen außerdem kleiner waren als die Hinterreifen, sind alle vier Reifen unterschiedlich und nicht untereinander austauschbar. Die Räder- und Reifendimensionen wurden, unabhängig vom Modellwechsel, bis zur Produktionseinstellung zweimal geändert. Ursprünglich wurden 205/50 ZR 15 vorn und 225/50 ZR 16 hinten eingebaut. Ab 1994 wechselte man auf 215/45 ZR 16 und 245/40 ZR 17, 2002 dann auf 215/40 ZR 17 und 255/40 ZR 17. Ebenfalls zweimal vergrößert wurden die innenbelüfteten Festsattel-Scheibenbremsen mit jeweils hydraulisch betätigten zwei Kolben vorne und einem Kolben hinten.
Dass eine US-Automobilmesse bei der Erstvorstellung den Vorzug vor einer japanischen erhielt, verdeutlichte von Anfang an eine starke Orientierung des NSX am nordamerikanischen Markt mit seinen Komfortansprüchen – eine Marketingentscheidung, die später durch die dort im Vergleich zum Rest der Welt erzielten überproportionalen Verkaufszahlen bestätigt wurde. Allein in den USA wurden bis zur Einstellung des Modells knapp 9000 NSX verkauft, rund die Hälfte der Gesamtproduktion. Die im Vergleich zu den Wettbewerbern relativ große Bodenfreiheit (unbeladen über 16 cm) und die „weiche“ Fahrwerksabstimmung nahmen ebenfalls Rücksicht auf die Anforderungen des US-Marktes. Allerdings gab es hinter dem Motor sportwagentypisch nur einen 155 Liter fassenden Kofferraum. Hier wurde auch der anfangs als Zubehör lieferbare und später serienmäßige CD-Wechsler montiert. Unter der Fronthaube war wegen der dort eingebauten Batterie, des Kühlers, des Falt-Notrads und der Zusatzaggregate kein zusätzlicher Gepäckraum.

## Modellvarianten und -pflege

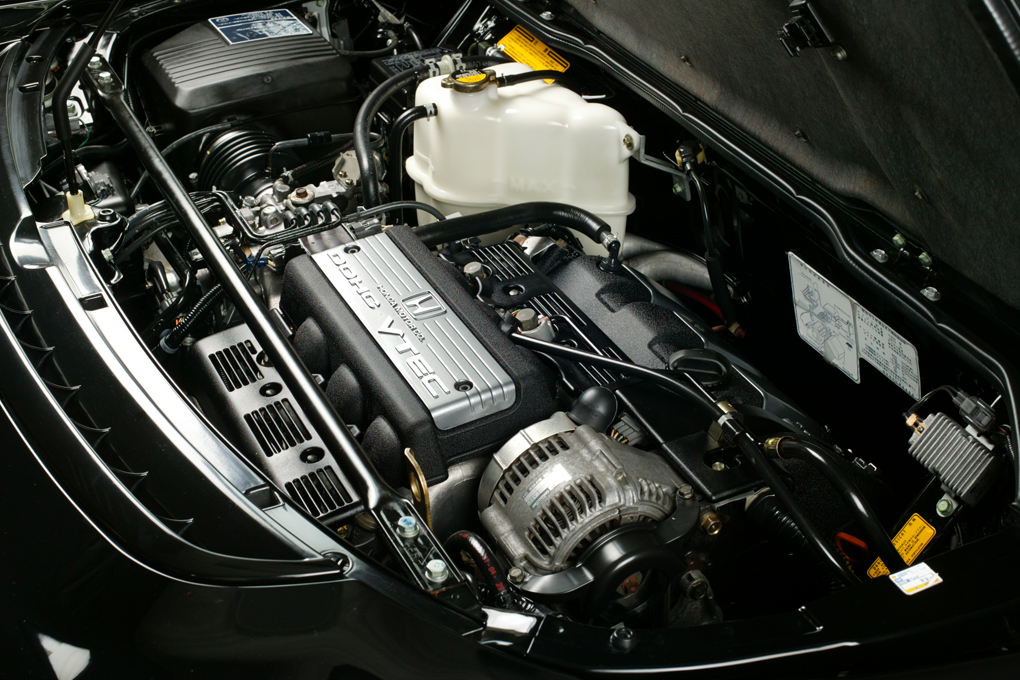
3,0-Liter-Motor des NSX NA1

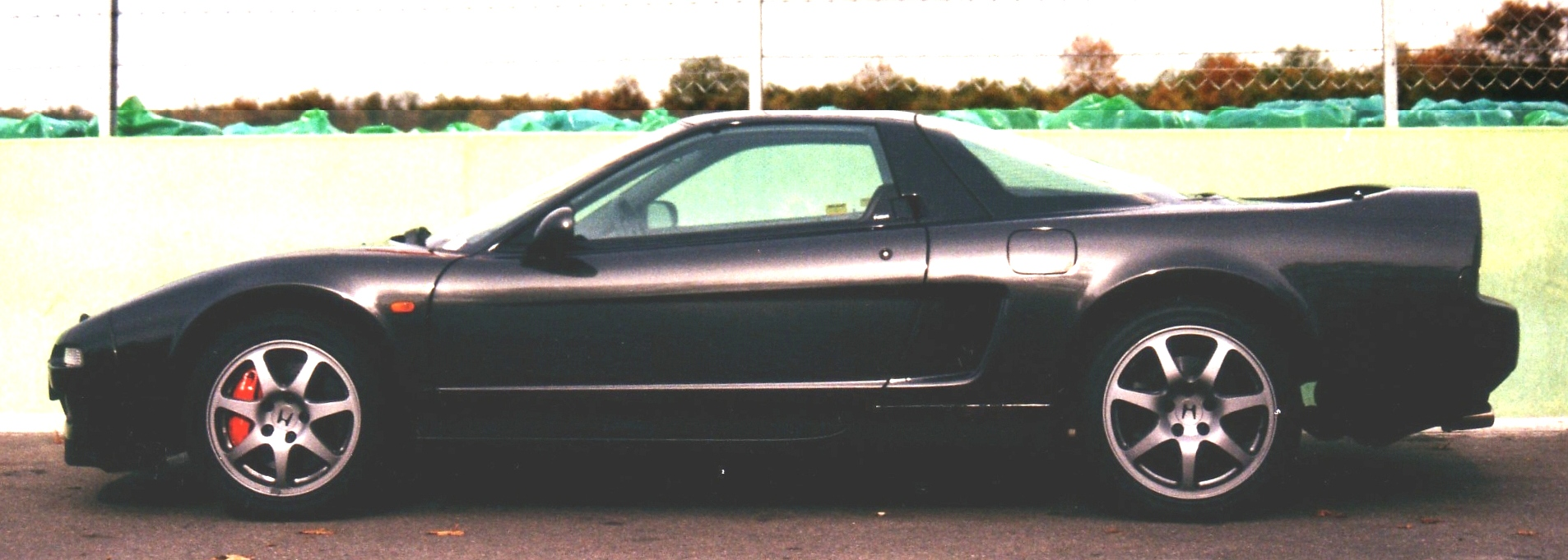
Honda NSX NA2 (1997–2002)

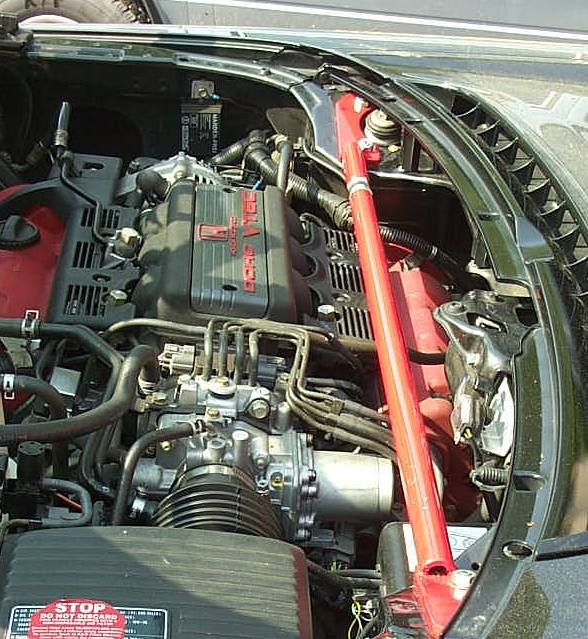
3,2-Liter-Motor aus dem NSX NA2

### NSX NA1 (1990–1997)
Die erste ab August 1990 verkaufte Modellversion (Code NA1) hatte einen quer zwischen Fahrgastzelle und Kofferraum eingebauten 3,0-Liter-V6-Saugmotor mit vier -obenliegenden Nockenwellen und 90 Grad Zylinderbankwinkel (Motorcode C30A; eine Weiterentwicklung der bereits ab 1985 in Honda- und Rover-Modellen eingesetzten C-Motorenfamilie), mit vier Ventilen pro Zylinder, programmgesteuerter Saugrohreinspritzung (PGM-FI), 201 kW (274 PS), 284 Nm Drehmoment (Prospektangabe Honda-Deutschland), einer Höchstdrehzahl von 8000 min−1 und – erstmals bei einem außerhalb Japans angebotenen Honda-Modell – einer durch Öldruck gesteuerten, variablen Ventilsteuerung (VTEC). Das erste DOHC-VTEC hatte Honda bereits 1989 im ausschließlich in Japan erhältlichen Integra eingesetzt. Die Kraft des NSX-Motors wurde über eine Zweischeibenkupplung und ein 5-Gang-Schaltgetriebe übertragen.
Die 6-in-2-Auspuffanlage enthielt zwei geregelte Katalysatoren. Von Beginn an wurde in allen Modellversionen ein 4-Kanal-Antiblockiersystem (ABS) verwendet, das jedes Rad individuell kontrollieren und regeln kann. Nach Werksangaben sollte es für ein präziseres Handling bei einer Vollbremsung sorgen.

### NSX NA2 (1997–2002)
Die zweite Baureihe ab 1997 (Modellcode NA2) erhielt einen ebenfalls quer eingebauten 3,2-Liter-DOHC-V6-Motor (Motorcode C32B) mit offiziell 206 kW (280 PS, US-Angabe 290 PS nach SAE-Richtlinie) und 298 Nm (US-Angabe 304 Nm) sowie ein 6-Gang-Schaltgetriebe. Weitere Unterschiede zum Vorgängermodell waren unter anderem eine effizientere Ansaug- und Abgasanlage sowie eine Einscheibenkupplung mit einem von der deutschen LuK Gruppe entwickelten und produzierten Zweimassenschwungrad. Allerdings erwies sich bei Beschleunigungstests der Zeitschrift sport-auto 1997 die neue Kupplung als zu schwach dimensioniert für das Leistungsvermögen des Motors und die konzeptbedingt gute Traktion der Antriebsräder. Auch im Rennstreckenbetrieb mit Slicks kam es häufig zum Durchdrehen der Kupplungsscheiben und in letzter Konsequenz durch die große Hitzeentwicklung zum völligen Versagen der Kupplung.

### Automatik-Version

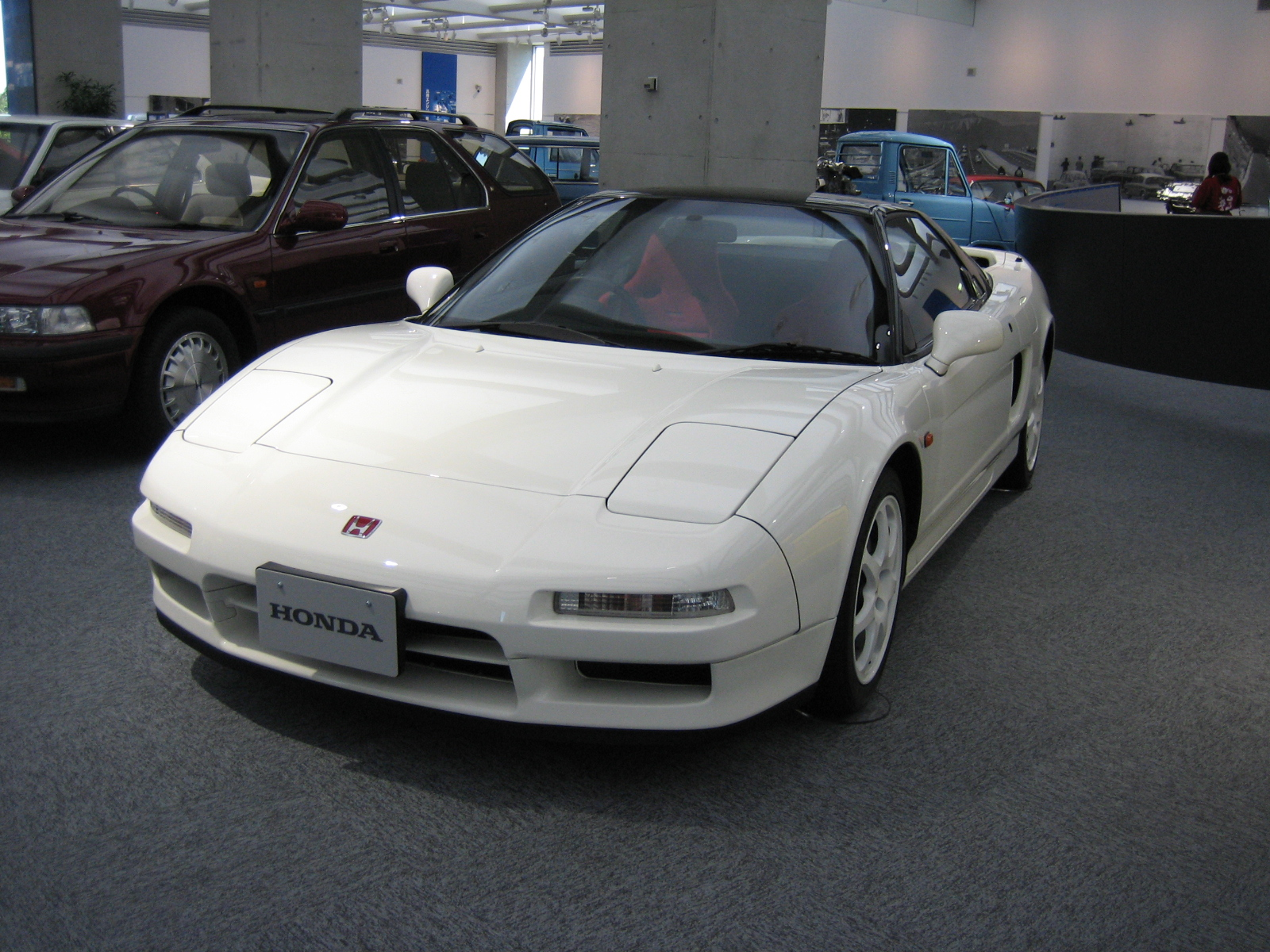
Honda NSX Type R (1992–1995)

Der 3-Liter-Motor wurde auch nach 1996 noch in der bereits von Anfang an erhältlichen Viergang-Automatik-Version (ab 1995 als teilweise manuell schaltbare F-matic) weiterverwendet; die offizielle Leistungsangabe blieb hier über die gesamte Laufzeit des NSX bei 188 kW (256 PS) und das maximale Drehmoment lag bei 284 Nm. Diese Version war ebenfalls den Bedürfnissen des US-Marktes angepasst und fand hier auch die weitaus meisten Käufer; je nach Modelljahr zwischen 5 und 15 Prozent der insgesamt in den USA verkauften NSX-Modelle, während in Europa nur einzelne Exemplare auf den Markt kamen.

### Weitere Modellvarianten
Zwischen November 1992 und 1995 wurde nur in Japan zusätzlich der NSX Type R angeboten, eine gewichtsreduzierte Version mit dem Motor der NA1-Version, etwas strafferer Federung und sportlichem Interieur. Ebenfalls nur in Japan gab es ab 1997 die NA2-Varianten NSX Type R, Type S und Type S zero. Weltweit wurde ab 1995 der NSX-T (für Targa-Top) mit herausnehmbarem Dachmittelteil verkauft. In den USA war in diesem Modelljahr das Coupé nicht mehr erhältlich, ab 1996 wurde es dort nur noch auf spezielle Order ausgeliefert; die T-Version war somit die einzige reguläre NSX-Variante. 

### Leistungs- und Verbrauchswerte
Honda gab für die handgeschalteten Modelle eine Beschleunigung von 5,9 (NA1) bzw. 5,7 Sekunden (NA2) von 0 auf 100 km/h und eine Höchstgeschwindigkeit von 270 km/h (F-matic 260 km/h) an, je nach marktspezifischer Motorelektronik und Auspuffanlage wurden auch noch andere Werte veröffentlicht. Die offiziellen Leistungsangaben waren allerdings eher zu niedrig gegriffen, da von 1989 bis 2004 in Japan eine freiwillige Binnenmarkt-Selbstbeschränkung auf maximal 280 PS existierte und viele Modelle (auch von anderen Marken) diesen Wert de facto zum Teil deutlich übertrafen. Der erste japanische Wagen mit offiziell mehr als 206 kW (221 kW/300 PS) war im Oktober 2004 der 3,5-Liter-Honda Legend. Auch beim 3,2-Liter-NSX-Motor waren zuvor schon Exemplare mit annähernd 220 kW auf dem Prüfstand gemessen worden.
Alle Modellversionen verfügten über einen 70 Liter fassenden Benzintank und waren für Super bleifrei mit mindestens 95 ROZ ausgelegt. Die angegebenen Durchschnittsverbrauchswerte lagen zwischen 11,8 l (Version F-Matic) und 12,4 l (ab Baujahr 2002) auf 100 km, er konnte allerdings auch mit gut 9 l/100 km bewegt werden.

### Technische Innovationen
Der NSX war das erste Serienauto der Welt mit einer praktisch vollständig aus Aluminium gefertigten selbsttragenden Karosserie.
Als erstes Serienauto der Welt erhielt die Automatikversion des NSX von Beginn an eine elektrisch unterstützte Zahnstangen-Servolenkung, die ab 1993 (in den USA erst 1995) in einer weiterentwickelten und leichteren Bauweise auch in die Versionen mit Schaltgetriebe eingebaut wurde. Die Lenkunterstützung wurde geschwindigkeitsabhängig ausgelegt und entfaltet ihre volle Wirkung nur im Stand und bei sehr langsamer Fahrt. Ab etwa 50 km/h ist die Servounterstützung der Lenkung deaktiviert, um ein direkteres Lenkgefühl zu ermöglichen.
Von Anfang an hatte der NSX ein variables Sperrdifferenzial (englisch: Limited Slip Differential, kurz LSD). Diese Konstruktion aus mehreren Reibscheiben (nach dem Prinzip einer Visco-Kupplung) und einem Planetengetriebe kann bis zu einem festgelegten Maß die von den ABS-Sensoren gemessenen Drehzahlunterschiede zwischen den Antriebsrädern ausgleichen. Im Unterschied zu anderen Differenzialen ähnlicher Bauart soll es beim NSX nicht nur die Traktion verbessern, sondern auch die Spurabweichung bei starkem Seitenwind minimieren. Die Abstimmung des LSD wurde während der Bauzeit mehrmals leicht verändert; die höchste Sperrwirkung lag bei knapp über 50 Prozent (157 Nm) des maximalen Drehmoments. Eine höhere Sperrung hätte nach Angaben von Honda ein zu starkes Untersteuern bei Kurvenfahrt verursacht.
Ab Baujahr 1995 wurde die Drosselklappe von einem Servomotor gesteuert; das Gaspedal ist somit nicht mehr über einen Seilzug, sondern nur noch über elektrische Leitungen mit der Drosselklappe verbunden. Das System wird deshalb als Drive-by-Wire (DBW) oder Throttle-by-Wire (TBW) bezeichnet. Beim NSX steuert das System zusätzlich die elektronische PGM-FI-Saugrohreinspritzung, den serienmäßigen Tempomat und die Antriebsschlupfregelung (Traction Control System/TCS). Diese wiederum wird von den ABS-Raddrehzahlsensoren und einem Lenkwinkelsensor mit Steuerdaten versorgt, um die Regelung der aktuellen Fahrsituation anpassen zu können.

### Facelift und Produktionsende

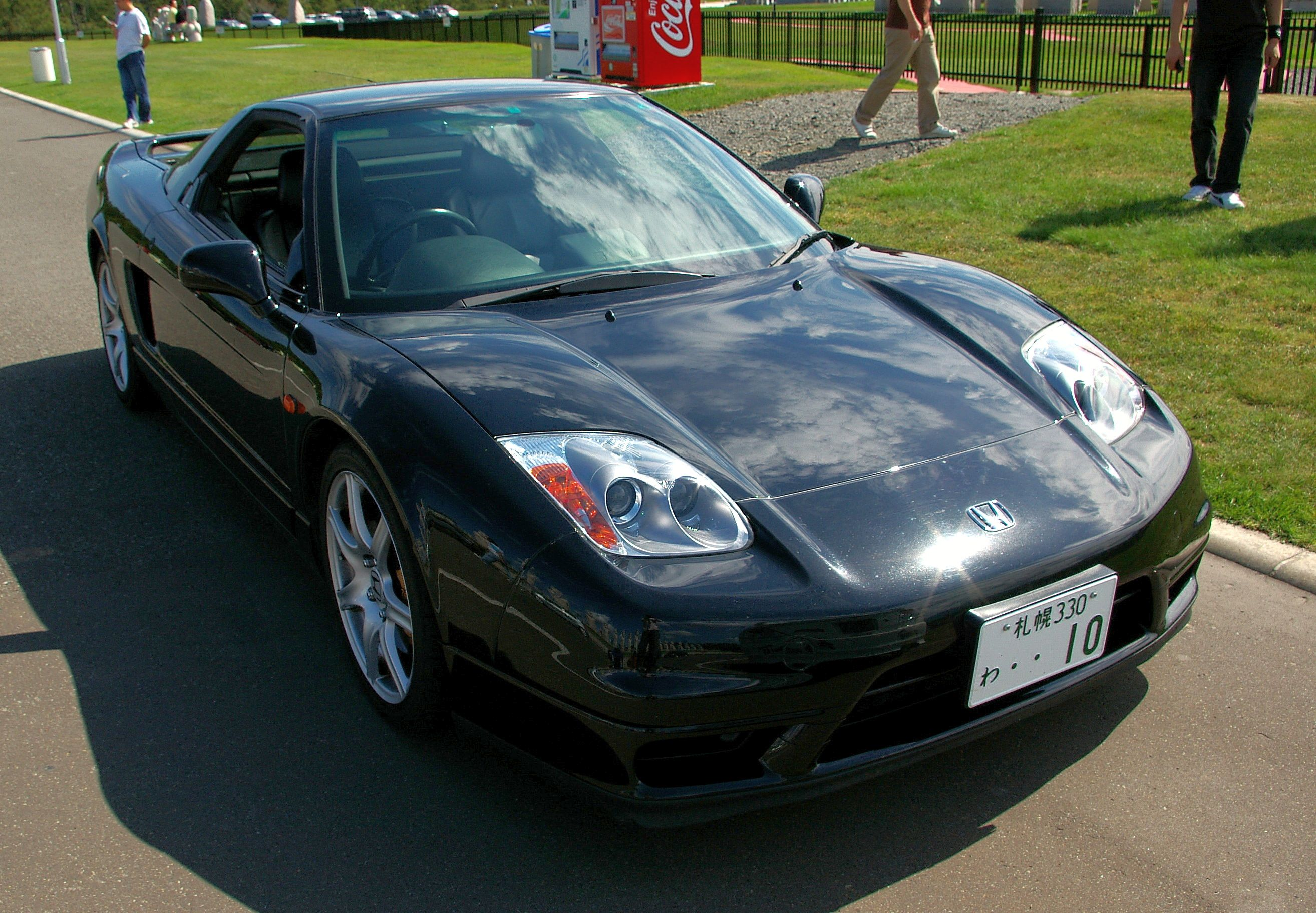
Honda NSX (2002–2005)

2002 wurde eine modellgepflegte NSX-Baureihe vorgestellt; ohne Klappscheinwerfer, stattdessen mit festen Xenon-Leuchten für Fern- und Abblendlicht, modifizierten Heckleuchten und geänderten Front- und Heckschürzen, deren aerodynamische Wirkung den Strömungswiderstandskoeffizienten ({\displaystyle c_{w}}) von 0,32 auf 0,30 senkte und die Höchstgeschwindigkeit auf 280 km/h erhöhte. Der Modellcode blieb auch nach dem Facelift NA2. Die davon abgeleitete, auf 1244 kg erleichterte und mit Sportreifen ausgerüstete NSX-R-Version war erneut nur als Rechtslenker für den japanischen Markt erhältlich; allerdings wurde ein Exemplar zu Testzwecken von Honda in Deutschland per Einzelabnahme zugelassen. Bei einem sport auto-Supertest im Sommer 2002 erzielte dieser Wagen signifikant bessere Ergebnisse als der 1997 getestete NSX.
Nach einigen in limitierter Stückzahl hergestellten Sondermodellen, zum Beispiel der 1999 nur in den USA erhältlichen „Zanardi-Edition“, von der 50 Exemplare gebaut wurden, oder der Last Edition in einer Auflage von zwölf Exemplaren 2005 in Großbritannien, wurde die Produktion im September 2005 eingestellt. Als Hauptgrund für die Einstellung nannte Honda die inzwischen verschärften Abgasbestimmungen vor allem in den USA, die weitreichende und damit zu teure Nachbesserungen des inzwischen mehr als 15 Jahre alten Motor- und Auspuff-Grundkonzepts erfordert hätten. Deutschlandweit wurden bis dahin 271 NSX verkauft, in der Schweiz waren es rund 260, in Österreich 49, weltweit wurden etwa 18.000 Stück ausgeliefert. Die effektiven Verkaufspreise des NSX lagen in den 1990er Jahren zwischen 140.000 und 175.000 DM (die höheren Preise für das T-Modell) und ab 2001 bei etwa 80.000 bis 90.000 EUR. Diese für einen japanischen Wagen ungewöhnlich hohen Beträge und die im Konkurrenzvergleich mangelnde Motorleistung machten den NSX schon im Lauf der 1990er Jahre außerhalb Japans zu einem schwer verkäuflichen Exoten. Die Kombination aus Alltagstauglichkeit, Handling und Fahrleistungen wurde jedoch noch bis zum Ende seiner Bauzeit von vielen Autojournalisten als außergewöhnlich bezeichnet.

## Nachfolger

### Abgebrochene Nachfolgemodell-Entwicklungen

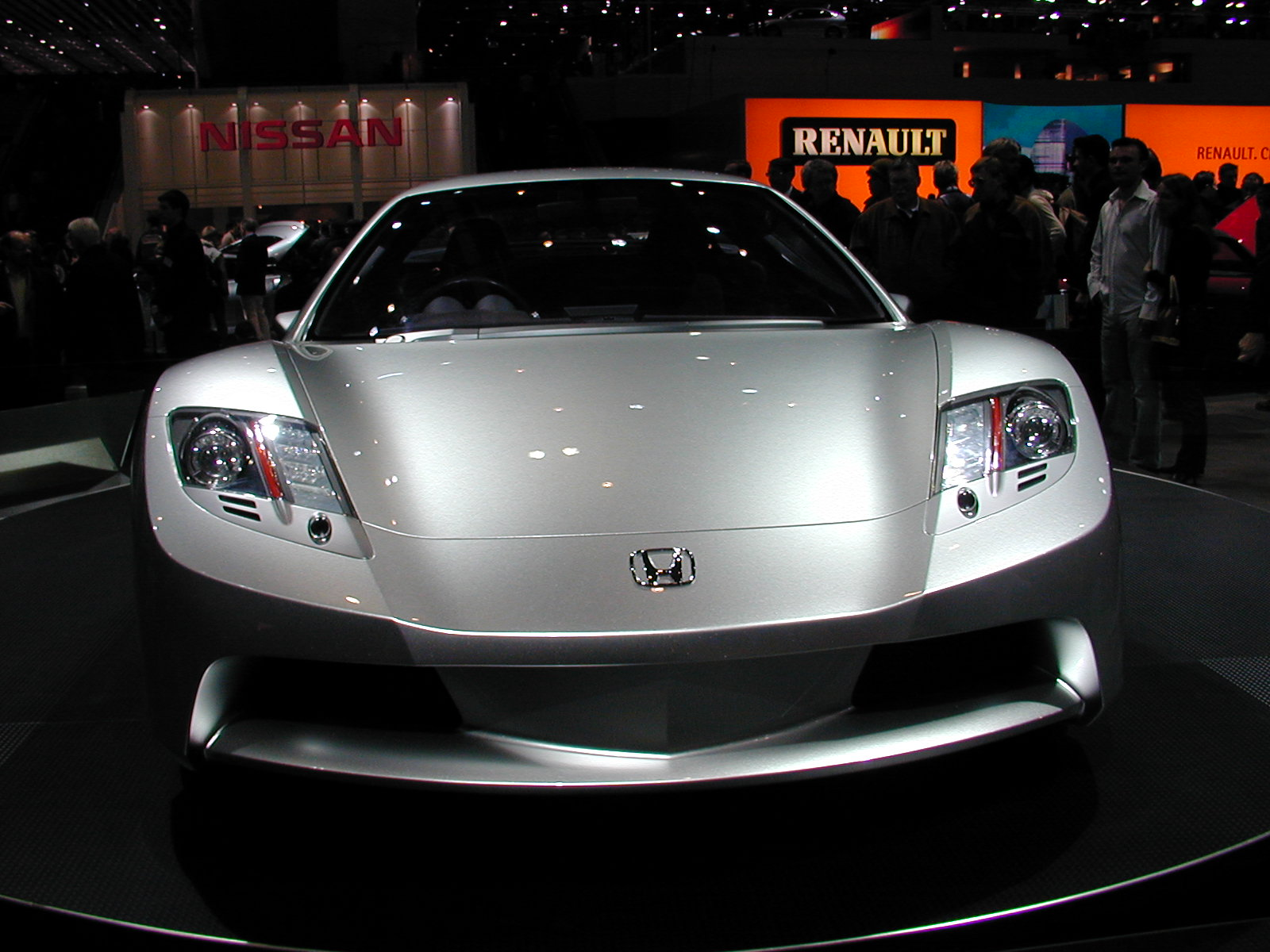
Der als Nachfolger für den NSX vorgesehene Honda HSC (2003)

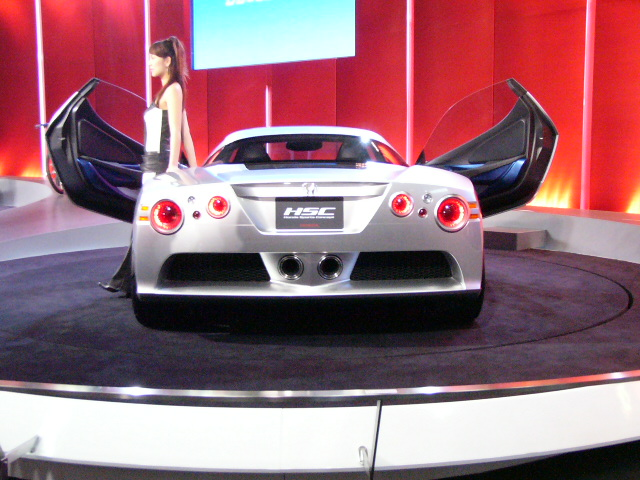
Honda HSC (2003)

Im Herbst 2003 wurde in Tokio erstmals eine Studie namens HSC mit NSX-ähnlichem Design und 3,4-Liter-V6-Mittelmotor vorgestellt, diese wurde jedoch nicht in eine Serienproduktion umgesetzt.
Honda präsentierte am 7. Januar 2007 bei der North American International Auto Show in Detroit ein GT-Sportwagenkonzept namens Acura Advanced Sports Car Concept.
Der Prototyp hatte nach Angaben von Honda vier Sitzplätze, einen V10-Frontmittelmotor (Einbaulage hinter der Vorderachse) und den bereits vom Honda Legend bekannten SH-AWD-Allradantrieb, der hier jedoch erstmals auch als reiner Hinterradantrieb agieren konnte. Beim komplett im kalifornischen Acura Design Studio in Torrance bei Los Angeles unter der Leitung von John Ikeda entworfenen Prototyp wurden sowohl Stylingelemente des ursprünglichen NSX als auch der damals aktuellen Honda-Formen wie denen des S2000 verwendet. Leistungs- oder Hubraumdaten des Saugmotors wurden nicht bekannt gegeben, jedoch sprach Honda-Vorstandsvorsitzender Takeo Fukui vom stärksten Serienantrieb der Firmengeschichte. Genaue Angaben zur Markteinführung eines Serienmodells wurden nicht gemacht, Fukui stellte einen Zeitrahmen von drei bis vier Jahren in Aussicht.
Im Frühsommer 2007 wurde über Fahrversuche auf der Nürburgring-Nordschleife berichtet, bei denen Honda einen rund 500 PS starken V10-Motor in einem für diese Zwecke umgebauten S2000 getestet haben soll. Im Dezember 2007 erklärte Tetsuo Iwamura, Präsident und CEO von American Honda, dass er mit einer Markteinführung im Jahr 2010 rechne.
Im Frühsommer 2008 wurde ein getarntes Versuchsfahrzeug bei Testfahrten auf der Nürburgring-Nordschleife gesehen, dessen Aussehen und Leistung die bereits vermuteten technischen Merkmale zu bestätigen schienen. Im Dezember 2008 gab Honda-Chef Fukui bei seiner Jahresabschluss-Ansprache den Abbruch der NSX-Nachfolgemodell-Entwicklung bekannt und begründete das mit den Folgen der weltweiten Finanzkrise.
Im November 2009 bestätigte Honda jedoch, dass ein aus dem Acura Advanced Sports Car Concept entwickelter Rennwagen mit Frontmotor und Hinterradantrieb ab 2010 in der japanischen Super-GT-Rennserie eingesetzt werden solle, um das geänderte Reglement zu erfüllen. Da weiterhin keine Serienfertigung eines Straßenmodells vorgesehen ist, erhält Honda eine ausnahmsweise Befreiung vom Homologationszwang.

### NSX (2016)

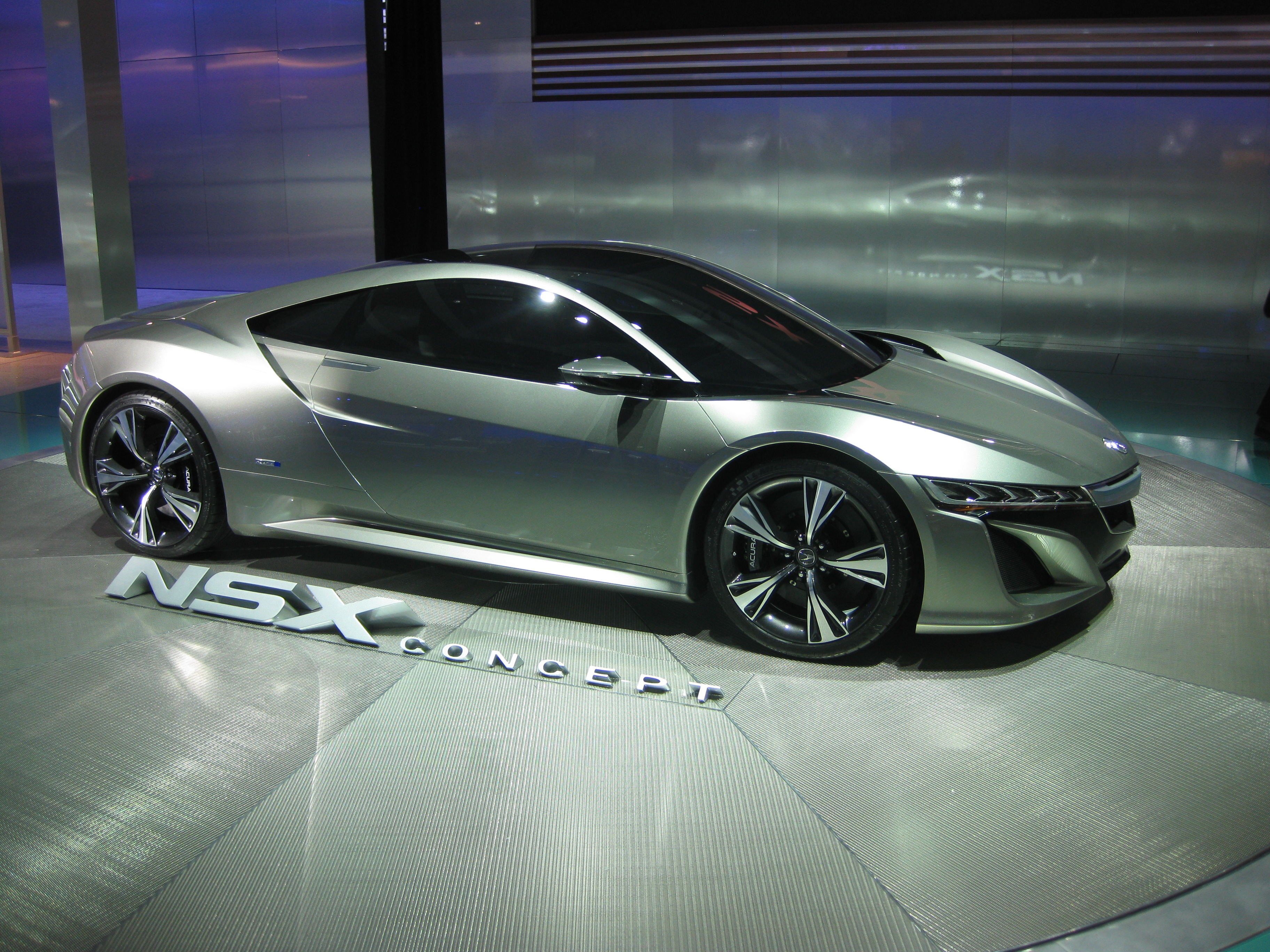
Acura NSX-Studie bei NAIAS 2012

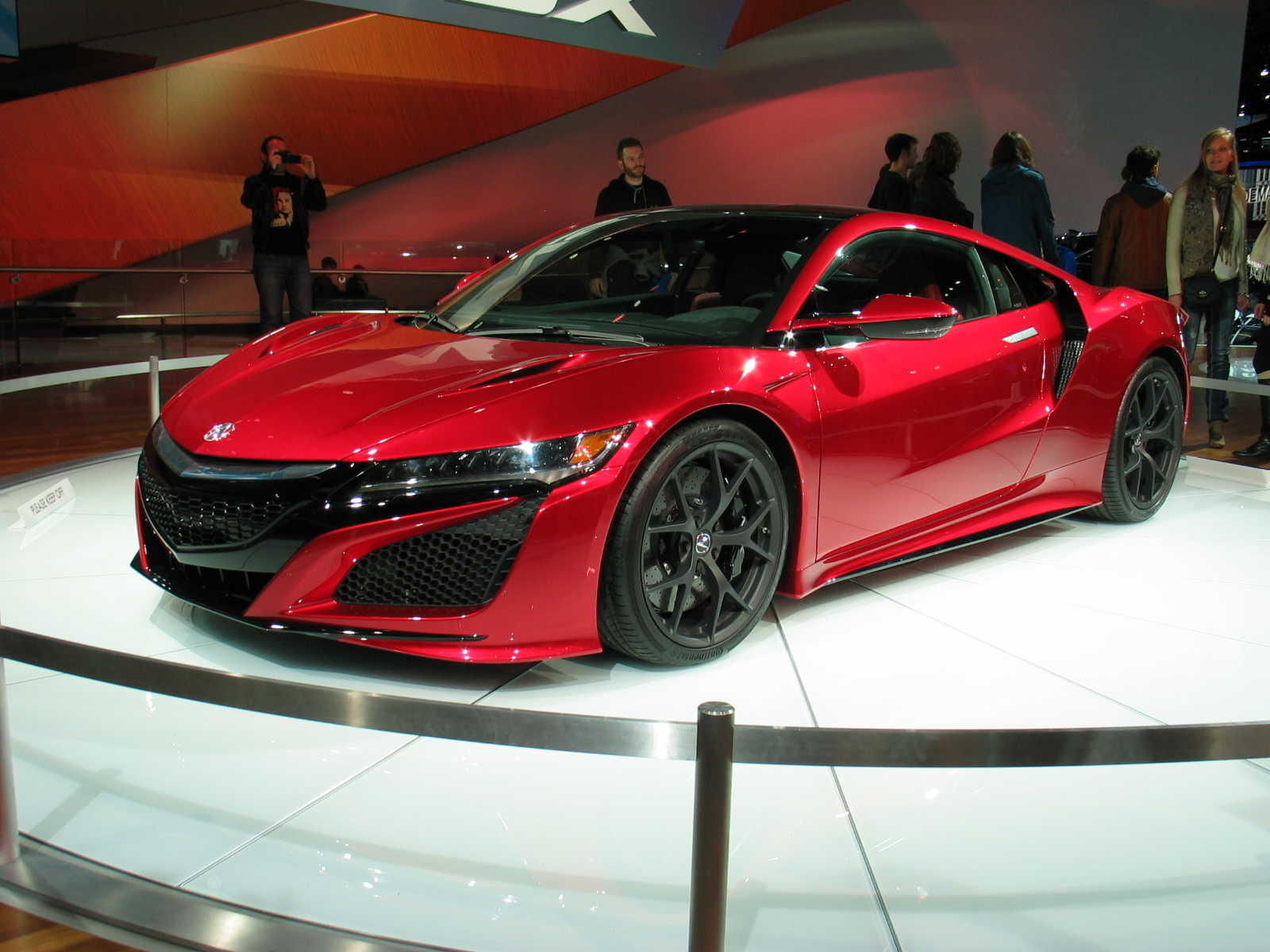
Die Serienversion des Acura NSX (2016)

2012 wurde auf der North American International Auto Show in Detroit ein Konzeptfahrzeug präsentiert. Es wurde spekuliert, dass der neue NSX mindestens 400 PS haben werde. Genauere Details zum folgenden Serienfahrzeug wurden damals noch nicht bekannt gegeben.
Beim Honda Indy 200, einem Autorennen, das im Rahmen der IndyCar-Serie auf dem Mid-Ohio Sports Car Course in Lexington (Ohio, USA) ausgetragen wird, bestritt ein Prototyp des neuen NSX am 4. August 2013 das Vorprogramm. Zwei Runden absolvierte das Fahrzeug auf der 2,25 Meilen langen Strecke.
Der Honda NSX Concept-GT stellte eine Rennversion des NSX Concept dar. Sein Renndebüt feierte der Honda NSX Concept-GT bei der „Autobacs Super GT“, die im Rahmen des fünften Laufs zur Super GT-Serie am 17. und 18. August 2013 in Suzuka (Japan) ausgetragen wurde. Der Rennwagen entsprach dem vom japanischen Automobilverband für 2014 festgelegten GT500-Reglement und sorgte für wichtige Erkenntnisse einer späteren Serienversion.
Im Rahmen der Detroit Auto Show 2015 wurde die Serienversion des neuen NSX unter der Marke Acura, welche für bestimmte Märkte wie Nordamerika und China verwendet wurde, enthüllt. Das Europadebüt fand am Genfer Auto-Salon 2015 als Honda NSX statt, mit dieser Bezeichnung wurde das Fahrzeug international vermarktet. Angetrieben wurde das neue Modell von einem neu entwickelten Hybridsystem, bestehend aus einem V6-Biturbo-Mittelmotor sowie 3 Elektromotoren. Die Kraftübertragung erfolgte über ein 9-Gang-Doppelkupplungsgetriebe. Die ersten Kundenfahrzeuge wurden 2016 ausgeliefert.

## Besonderheiten

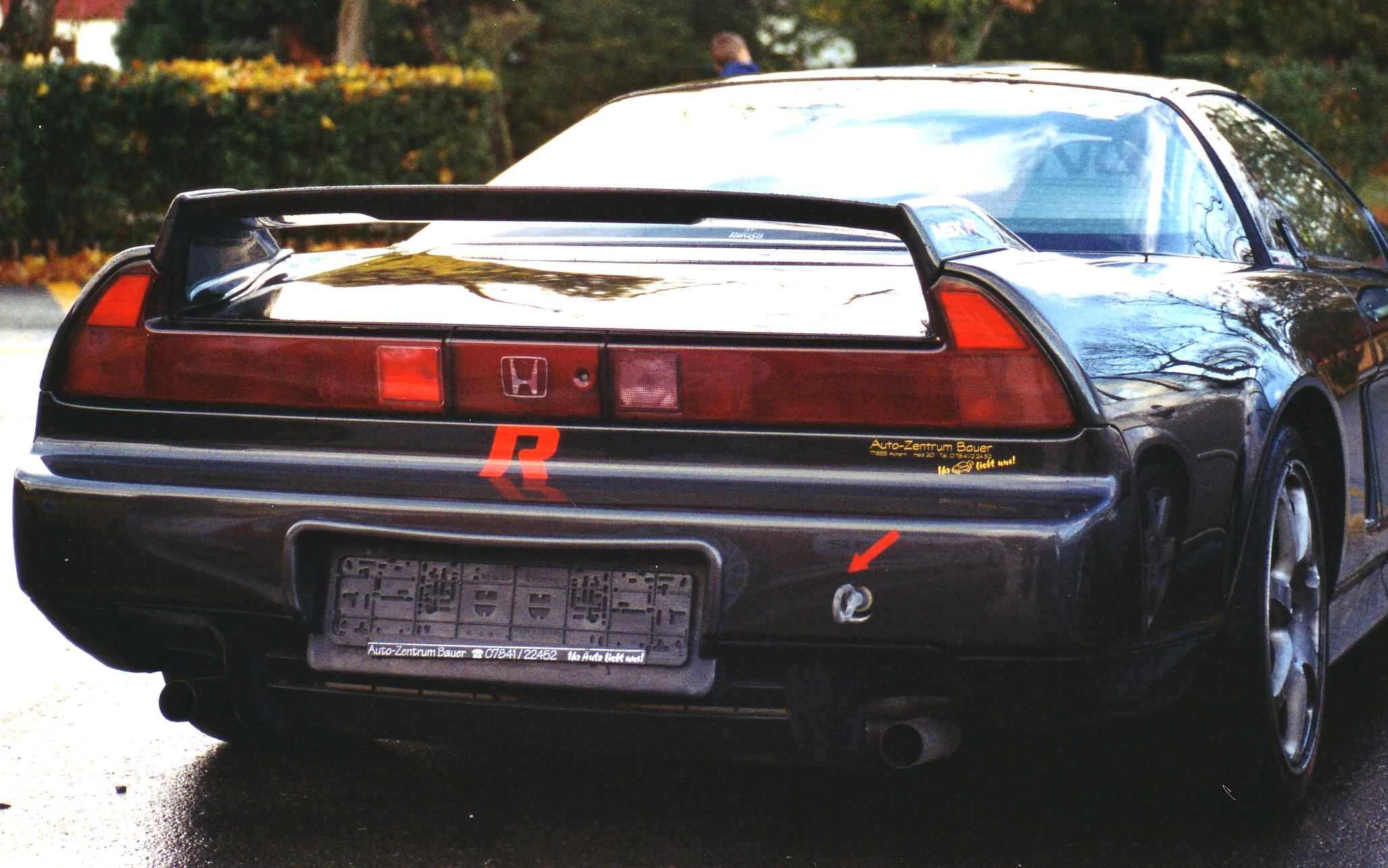
Heckansicht eines NSX (1998) mit serienmäßigem Auspuff (ohne Zierblenden) und CFK-Heckflügel vom NSX-R (2002)

Der teuerste japanische Seriensportwagen wurde bereits nach wenigen Modelljahren in Deutschland mit zum Teil erheblichen Rabatten auf den Listenpreis verkauft. Einige der rund ein Dutzend von Honda für den Verkauf und die Wartung des NSX autorisierten deutschen Händler vertrauten darauf, dass die „Flaggschiffe“ (bevorzugt mit Händler-Werbeaufklebern) im Straßenverkehr neue Kunden für die „Brot-und-Butter-Modelle“ von Honda in die Schauräume locken könnten. Dieser Imagetransfer war auch dem Stammwerk erhebliche Verluste pro verkauftem Wagen wert; die Schätzungen gehen hier bis zu 100.000 DM pro Auto. Genaue Angaben sind nicht möglich, da die Entwicklungskosten nie offiziell beziffert wurden. Typischerweise waren damals mindestens 2 Milliarden DM für ein neues Automodell anzusetzen (inklusive der neu zu bauenden Fertigungsstätte; andere Quellen sprechen sogar von 3 bis 6 Milliarden US-Dollar), so dass der Deckungsbeitrag pro Fahrzeug über die gesamte Modelllaufzeit bei über 110.000 DM gelegen hätte. Hinzu kamen die ebenfalls nicht bekanntgegebenen Herstellungskosten.
Der NSX-Käufer bekam andererseits trotz der hohen Listenpreise und dank der Händlernachlässe einen vergleichsweise preiswerten Exoten mit umfangreicher Serienausstattung und zahlreichen technischen Besonderheiten wie ein „elektronisches Gaspedal“, ein variables Sperrdifferenzial, Titan-Pleuel, Platin-Zündkerzen, Tempomat, Klimaautomatik, zwei geregelte Dreiwege-Katalysatoren, SRS-Sicherheitssystem (mit zwei Airbags (ab 1994), Gurtstraffern und Notstromversorgung) und Bose-HiFi-Anlage mit Alpine-CD-Wechsler und Motorantenne. Der Unterhalt war noch dazu günstiger als etwa bei einem Ferrari 348 oder F355. Die Versicherungsprämien lagen allerdings ähnlich hoch; vor allem wegen der teuren Unfallreparaturen, die bei Arbeiten an der Aluminiumkarosserie besondere Schweißmaschinen und Schweißkenntnisse erforderten. Die Gesamtkostenbilanz wird außerdem durch den hohen Wertverlust getrübt; die US-Zeitschrift Forbes Magazine stufte vor allem deshalb den NSX 2005 auf Platz 9 der weltweit 10 kostspieligsten Automodelle ein.
Rund 200 Techniker hatten, weitgehend in Handarbeit, bis zu 25 NSX pro Tag in einer eigens dafür gebauten Fertigungsstätte in Utsunomiya (Präfektur Tochigi) produziert, wo ab 1999 auch der Honda S2000 und der Honda Insight gebaut wurden. 2004 wurde die Fertigung der drei Modellreihen nach Suzuka verlegt, weil Honda den Standort Utsunomiya zu einem neuen Forschungs- und Entwicklungszentrum umwandelte, in dem seit Juni 2008 auch der Honda FCX Clarity produziert wird. Gebaut und geliefert wurden die NSX-Neufahrzeuge nur auf Bestellung mit einer Wartezeit von zuletzt mindestens sechs Monaten. Bei der Bestellung verlangte Honda zeitweise eine Vorauszahlung von rund 10 Prozent. Dieses Geld holten sich die Händler meist direkt vom Kunden.
Im Dezember 2002 wurde der NSX mit der Fabrikationsnummer „01“ in London versteigert. Das erste Serienexemplar der Modellreihe NA1 aus dem Jahr 1990 lag mit einem Zuschlagspreis von umgerechnet rund 175.000 Euro etwa 30.000 Euro über der vom Auktionshaus Christie’s erwarteten Preisspanne.
Die weltweit größte private NSX-Sammlung wird bei Hassanal Bolkiah, dem Sultan von Brunei, vermutet, der nach einem Bericht der Zeitschrift sport auto „zahlreiche Honda NSX“ in seinem Besitz hat. Die genaue Zahl wurde nicht beziffert.

## Haltbarkeit

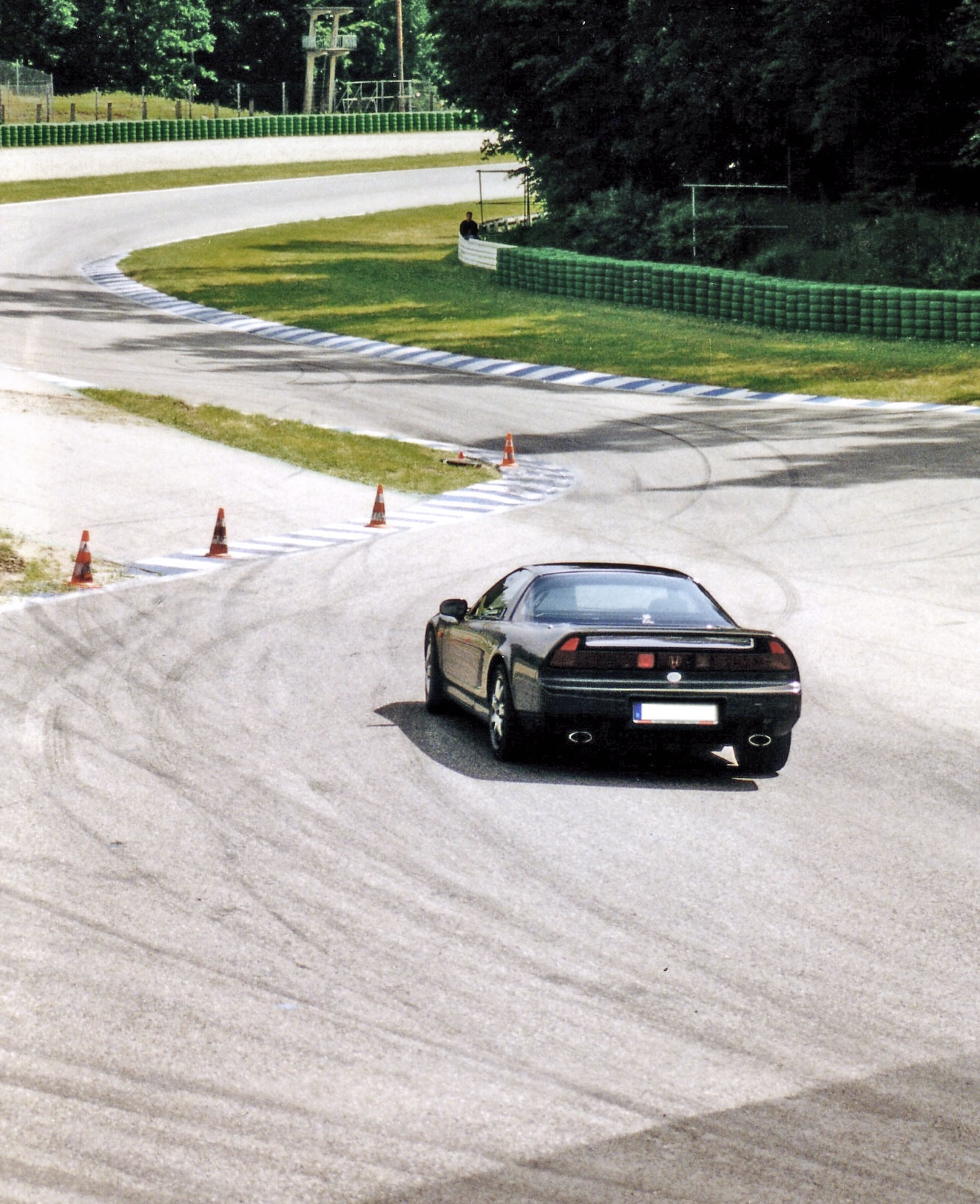
Serienversion des Honda NSX NA2 bei einem Rennstreckentraining in der Ostkurvenschikane des alten Hockenheimrings

Der NSX gilt als relativ unproblematischer 1990er-Jahre-Sportwagen, der auch für den Alltagsgebrauch geeignet ist. Bei Beachtung der Wartungsvorschriften, vor allem des vorgeschriebenen Zahnriemenwechsels alle 100.000 Kilometer oder acht Jahre zeigt er nach Angaben von Honda auch mit hohen Laufleistungen von über 200.000 km mit dem ersten Motor kaum Ausfallerscheinungen. Eine große Rolle spielt dabei das nicht rostende Aluminium. Eine nicht genau bezifferte Anzahl von handgeschalteten Exemplaren der Modelljahre 1991 und 1992 war allerdings von einem Produktionsfehler am Getriebegehäuse betroffen. Dadurch konnte der Sicherungsring an einem Lager der Getriebe-Zwischenwelle durch zu hohe Belastung auseinanderbrechen und große Schäden im gesamten Getriebe verursachen, die zu einem Totalausfall des betroffenen Wagens führten. Dieses in den USA als snap ring failure bekannt gewordene Problem löste zwar keine Rückrufaktion aus, veranlasste Honda aber zu einem Technical Service Bulletin (TSB) mit der Anweisung an die Acura-Werkstätten in Nordamerika, das Getriebe kostenlos auszutauschen. Das Problem wurde laut Honda bei außerhalb von Nordamerika ausgelieferten Wagen nicht festgestellt, veranlasste Honda aber 1992, eine Getriebe-Produktionsmaschine in Utsunomiya zu modifizieren.
Weitere Probleme – nach über 15 Jahren der letzten Auslieferung – sind der Ausfall der CCU (Climate Control Unit), der Bose-Hi-Fi-Endstufe sowie Ausfallerscheinung/Verschleiß der elektronischen Servolenkung und des ABS-Blocks. Die ersten beiden genannten Probleme lassen sich durch Nachlöten der fehlerhaften Kondensatoren beheben. Die Kunststoffgangräder der Servolenkung werden durch Messingräder ersetzt. Der ABS-Block des NA1 wird hauptsächlich durch den NA2-ABS-Block (gleich zu S2000) ersetzt.
Bezüglich der Haltbarkeit und Wartungsfreundlichkeit des Antriebsstranges sei angemerkt, dass mehrere NSX der ersten Generation schon weit über 500.000 km Laufleistung ohne Überarbeitung geleistet haben. Ein Fahrzeug in Österreich hat bereits über 790.000 km gelaufen und wird dabei noch täglich gefahren.
Die Ersatzteilversorgung ist zu 98 % immer noch gewährleistet, da Honda immer wieder Teile nachproduzieren lässt bzw. der Aftermarket Teile anbietet.

## Praxiserfahrungen
Nach den Statistiken des US-Instituts J. D. Power ist die Zufriedenheit der NSX-Kunden hoch. Laut Testberichten verschiedener Auto-Journalisten könne der Sportwagen mit „außergewöhnlichem Komfort und der Umgänglichkeit eines Civic“ problemlos auch als Alltagsfahrzeug eingesetzt werden. Das Fahrverhalten gilt als einfach, spaßbringend, und trotzdem sehr schnell. In verschiedenen Slalom- und Wedeltests wurde bei sehr hohen Geschwindigkeiten auch die Neigung zu „Konterschwüngen“ festgestellt. Vor allem bei ausgeschalteter Traktionsregelung konnte das Heck zu einer Seite hin ausbrechen und bei nicht exakter Reaktion des Fahrers blitzartig zur anderen Seite schwenken. Dieses Verhalten wurde etwa von „sport auto“ der relativ weichen Fahrwerksabstimmung mit starker Seitenneigung bei Kurvenfahrt angelastet. Schon Formel-1-Fahrer Ayrton Senna hatte bei einem Vorserientest 1990 auf der Nürburgring-Nordschleife das Auto als „sehr schnell“, das Fahrwerk aber als „zu weich“ bezeichnet. Andererseits kam diese Abstimmung Wintereinsätzen auf glatten Straßen zugute, die mit entsprechenden Reifen auch dank der konzeptbedingt guten Traktion kein Problem darstellten. Gordon Murray, der Entwickler des McLaren F1, bezeichnete das Fahrwerk des NSX als „verblüffend“. Bei seiner Suche nach einer Vorlage, nach dem der F1 entwickelt werden sollte, stach der NSX die damaligen Modelle von Lamborghini, Ferrari, Jaguar und Porsche aus. „Best Motoring“ erzielte mit dem NSX der ersten Serie auf der Nürburgring-Nordschleife eine Zeit von 8:16.

## Renneinsätze

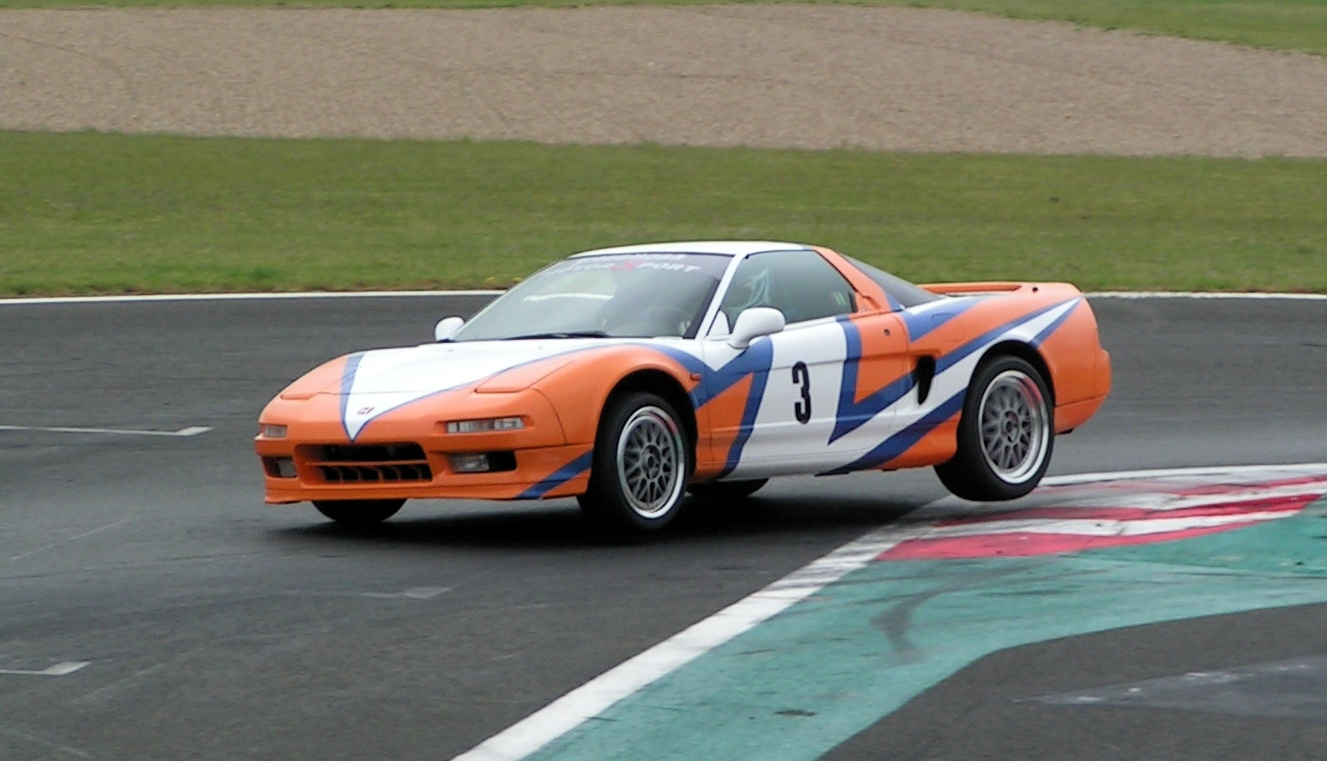
Modifizierter NSX in der Zielschikane des Circuit de Nevers Magny-Cours

Rennsport-Versionen des NSX und des NSX-R wurden und werden weltweit in verschiedenen Rennserien und Einzelrennen eingesetzt; unter anderem in der japanischen JGTC/Super-GT-Serie, wo 2000 sowie 2007 der GT500-Gesamtsieg erzielt und 2004 die Meisterschaft in der GT300-Klasse gewonnen wurde. In Deutschland kamen NSX zum Beispiel beim Langstreckenpokal auf dem Nürburgring und dem dortigen 24-Stunden-Rennen zum Einsatz.

### Die Anfänge und die NSX GT2
Von 1991 bis 1993 gewann der von einem modifizierten NSX-Motor angetriebene und von Parker Johnstone gefahrene Sportprototyp Comptech Acura-Spice dreimal in Folge die „GTP lights“-Team- und Fahrermeisterschaft der International Motor Sports Association (IMSA) in den USA. 1993 gab es die weltweit ersten professionellen und offiziell von Honda unterstützten Renneinsätze von zwei weitgehend seriennahen NSX des deutschen Teams Seikel beim deutschen ADAC GT Cup, bei dem Armin Hahne gleich das zweite Saisonrennen in Zolder gewinnen konnte und Meisterschafts-Dritter wurde. Den zweiten NSX fuhr der Däne John Nielsen nur auf den elften Gesamtrang. Die Fahrzeuge hatten offiziell 325 PS (239 kW) und wogen rund 1300 kg. 1994 ließ Honda von der britischen Firma Thompson Composites des Konstrukteurs John Thompson die Chassis für drei neue NSX nach dem damaligen GT2-Reglement bauen und gab die Verantwortung für deren Einsätze bei den 24-Stunden-Rennen von Le Mans und beim ADAC GT Cup an das deutsche Kremer-Racing-Team, der bis dahin vorwiegend als Porsche-Spezialist bekannt war. Die nur rund 1040 kg schweren Fahrzeuge unterschieden sich optisch kaum von der Serie, hatten aber unter anderem Karosserien aus einer CFK-Aluminium-Kombination mit verbesserter Aerodynamik, ein sequenzielles Hewland-Sechs-Gang-Getriebe, AP-Rennbremsen unter größeren Rädern und auf rund 380 PS (279 kW) leistungsgesteigerte Saugmotoren. Kremer setzte nur einen dieser NSX beim GT Cup ein; das Resultat waren drei Siege und die Vizemeisterschaft für den bereits NSX-erfahrenen Armin Hahne.

### NSX GT1 und GT2 in Le Mans

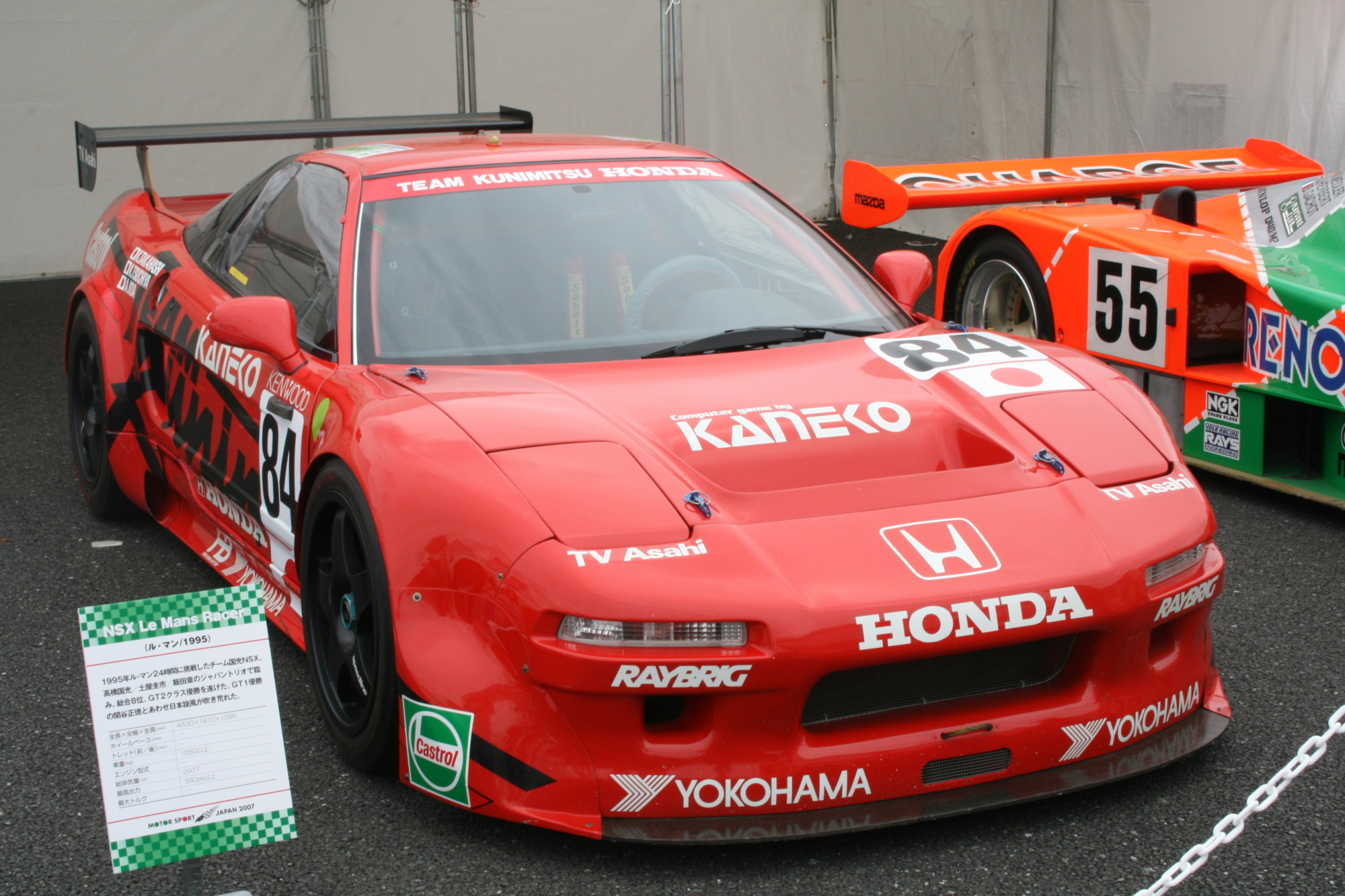
Der 1995 erfolgreich in Le Mans eingesetzte Kunimitsu-NSX

Alle drei Kremer-NSX starteten 1994 in Le Mans und erreichten das Ziel auf den für Honda unbefriedigenden Plätzen 14, 16 und 18. Danach zog sich Kremer Racing aus der Zusammenarbeit mit Honda zurück; die drei GT2-NSX wurden verkauft und fuhren in den Folgejahren mit Privatteams bei verschiedenen Veranstaltungen, darunter ein Exemplar für Kunimitsu in Le Mans. 1995 übernahm Honda selbst die Kontrolle über die Einsätze von zwei unterschiedlich konstruierten NSX; erneut aufgebaut von Thompson Composites. Ein Exemplar wurde von einem 410 PS starken V6-Saugmotor angetrieben, das andere erhielt ein Turboaggregat mit rund 600 PS. Beide etwa 1050 kg schweren Wagen starteten wenig erfolgreich in der „großen“ GT1-Klasse: Der Turbo-NSX schied schon nach sieben Runden wegen eines Kupplungsschadens aus, das zweite Fahrzeug schaffte wegen technischer Probleme zwar Rang 23, aber nicht die erforderliche Rundenzahl, um offiziell klassifiziert zu werden. Dafür holte zur Überraschung des Werksteams der nun rund 1055 kg schwere, ehemalige 1994er Kremer-GT2-NSX des privaten japanischen Teams Kunimitsu mit einem auf 390 PS erstarkten Saugmotor den Klassensieg und den 8. Platz im Gesamtklassement; pilotiert von den japanischen Fahrern Keiichi Tsuchiya, Akira Iida und Kunimitsu Takahashi. Dieser Erfolg bewog Honda, den offiziellen Le-Mans-Einsatz 1996 mit stark reduziertem Aufwand und nur diesem Auto von Kunimitsu betreuen zu lassen. Das Resultat war allerdings nur noch ein 16. Gesamtrang und der 3. Platz in der GT2-Klasse. Im Dezember 2003 wurde der Wagen im Auftrag vom Auktionshaus Christie’s in London für umgerechnet rund 150.000 Euro versteigert.

### NSX GT500 und GT300

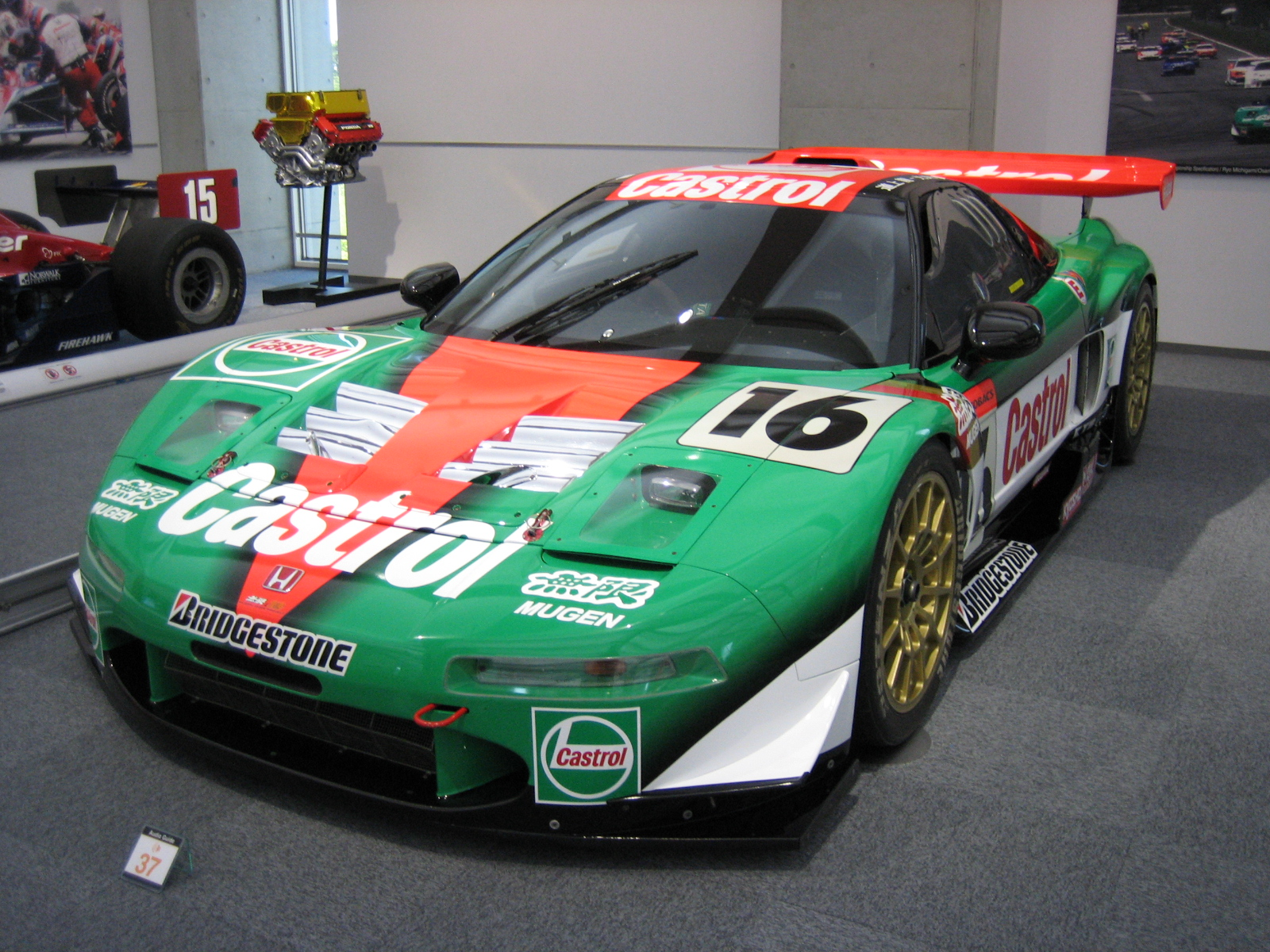
Ein ab 1998 in der japanischen JGTC-Serie eingesetzter Mugen-NSX GT500 im Honda-Museum

1996 entwickelte die japanische Konstruktionsfirma Dome im Auftrag von Honda einen knapp 1100 kg schweren Rennwagen auf Basis des NSX für die GT500-Klasse der All-Japan Grand Touring Car Championship (JGTC). Das großzügige Reglement erlaubte weitreichende Abweichungen vom Serienwagen ohne die sonst dafür notwendige Homologation. So hatten die Fahrwerksaufhängungen, die Federungs- und Dämpferelemente, die Bremsen, das sequenzielle Getriebe sowie die Einbaulage des Motors nichts mehr mit dem Serien-NSX gemeinsam. Als einziges nicht verändertes Gleichteil blieb die Aluminium-Rohkarosserie. Die Motorleistung wurde gemäß dem Klassenreglement auf rund 500 PS angehoben; anfangs ohne zusätzlichen Turbolader. Eine besondere Herausforderung beim NSX war hier wie bei verschiedenen anderen Rennserien die Integration des geforderten Stahl-Überrollkäfigs in die Aluminiumstruktur, da direkte Schweißverbindungen zwischen Stahl und Aluminium nicht möglich sind. Somit mussten geschraubte und geklebte Halter aus Stahl installiert werden, an denen wiederum die Käfigelemente befestigt wurden.

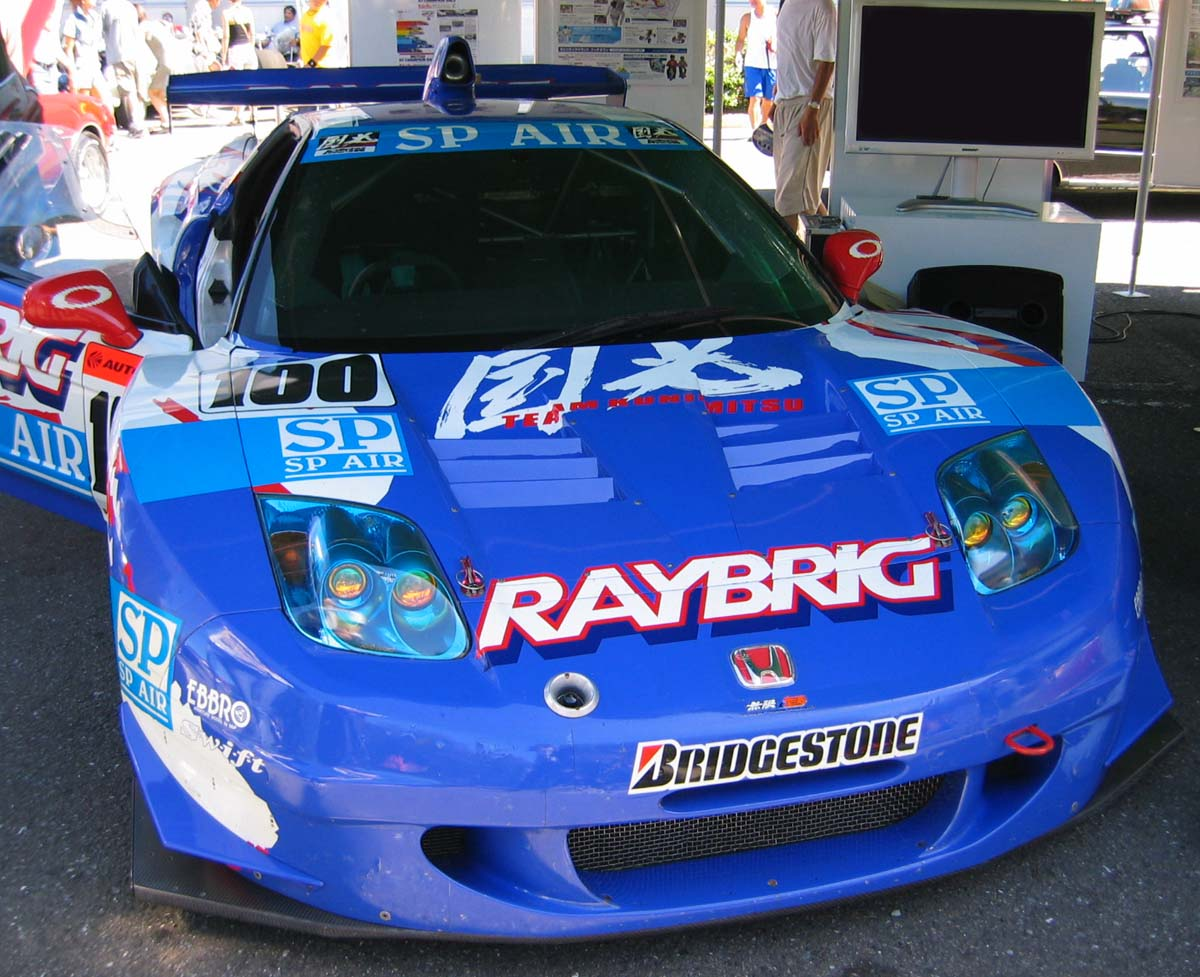
Der Raybrig-NSX GT500 aus dem Jahr 2002

Ab 1997 übernahm die Honda-Tochterfirma Mugen, die 2004 in M-TEC umbenannt wurde, zum Teil in Zusammenarbeit mit Dome die Entwicklung des Renn-NSX und setzte ab 1998 eine auf 3,5 Liter Hubraum erweiterte Version des neuen 3,2-Liter-Serienmotors ein, die über 600 PS leistete. Damit erreichte ein NSX im Jahr 2000 die GT500-Fahrer-Meisterschaft, ohne jedoch nur ein einziges Rennen gewinnen zu können. 2002 gelang Mugen/Dome mit den beiden eingesetzten NSX der Gewinn der Meisterschafts-Teamwertung. Nach Änderungen im Reglement für 2003 entstand eine weitere Motorenvariante auf Basis des in der Serie nicht mehr verwendeten 3,0-Liter-Triebwerks. Der Motor wurde im Gegensatz zur Serie längs statt quer eingebaut und durch zwei Turbolader ergänzt. Mugen hatte sich für diese Lösung entschieden, weil die bis 2002 verwendeten Saugmotoren bei den zum Teil höher gelegenen japanischen Rennstrecken wegen des Sauerstoffmangels zu viel Leistung verloren hatten. Die erfolgreicheren Konkurrenzfahrzeuge Toyota Supra und Nissan Skyline GTR waren dagegen von Anfang an mit Turbomotoren ausgerüstet und hatten dieses Problem nicht.

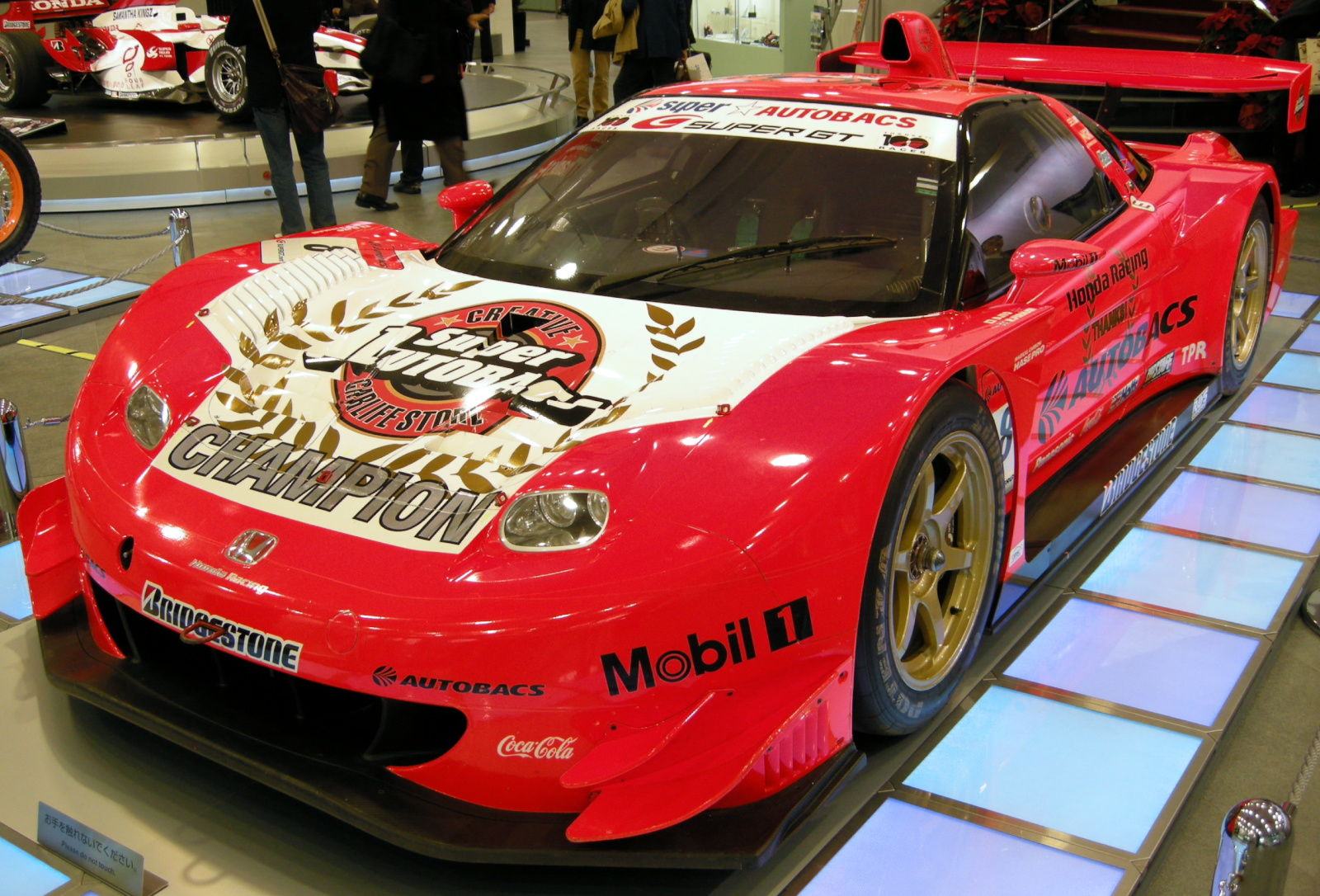
Der Autobacs-NSX, das Meisterauto der japanischen Super-GT-Serie 2007

Weitgehend seriennah waren die hauptsächlich von Privatteams eingesetzten NSX in der Klasse GT300. Hier sind die Modifikationsmöglichkeiten stark eingeschränkt und die Motorleistung auf 300 PS begrenzt. Meisterschaftserfolge gelangen dem NSX in dieser Klasse lange Zeit nicht. Erst als die neu gegründete Firma M-TEC in der Saison 2004 die früheren Mugen-Aktivitäten von der GT500- auf die GT300-Klasse verlagerte und einen professionell vorbereiteten und gefahrenen NSX einsetzte, konnte die erste GT300-Meisterschaft gefeiert werden. Dieser Erfolg kam eher unerwartet, da Mugen den Einsatz hauptsächlich als Trainingsprogramm für junge japanische Fahrer zur Vorbereitung auf spätere GT500-Einsätze geplant hatte. Damit sollte mittelfristig der auffällig häufige Einsatz von im Vergleich schnelleren europäischen NSX-Fahrern in der „großen“ Klasse, wie André Lotterer, Sébastien Philippe oder Ralph Firman zurückgedrängt werden.
Im Oktober 2007 gelang dem Autobacs Racing Team Aguri (ARTA) von Aguri Suzuki mit dem Fahrerduo Ralph Firman/Daisuke Itō und einem Sieg beim vorletzten Lauf der Saison auf der Anlage von Autopolis in der japanischen Präfektur Ōita vorzeitig der Gewinn der Super-GT500-Meisterschaft. 2008 und 2009 wurden erneut jeweils fünf NSX für die Teilnahme in der GT500-Klasse gemeldet. Das letzte Einsatzjahr des Modells in dieser Rennserie endete am 8. November 2009 auf dem Twin Ring Motegi mit einem Sieg des ARTA-NSX mit den Fahrern Ralph Firman/Takuya Izawa und dem Gewinn des Vizemeisterschaft. Da die Super-GT-Regeln seit 2010 nur noch den Einsatz von Autos mit Frontmotor erlauben, konnte der NSX mit seinem Mittelmotor dort nicht mehr starten.

### NSX-R und „24h-Special“

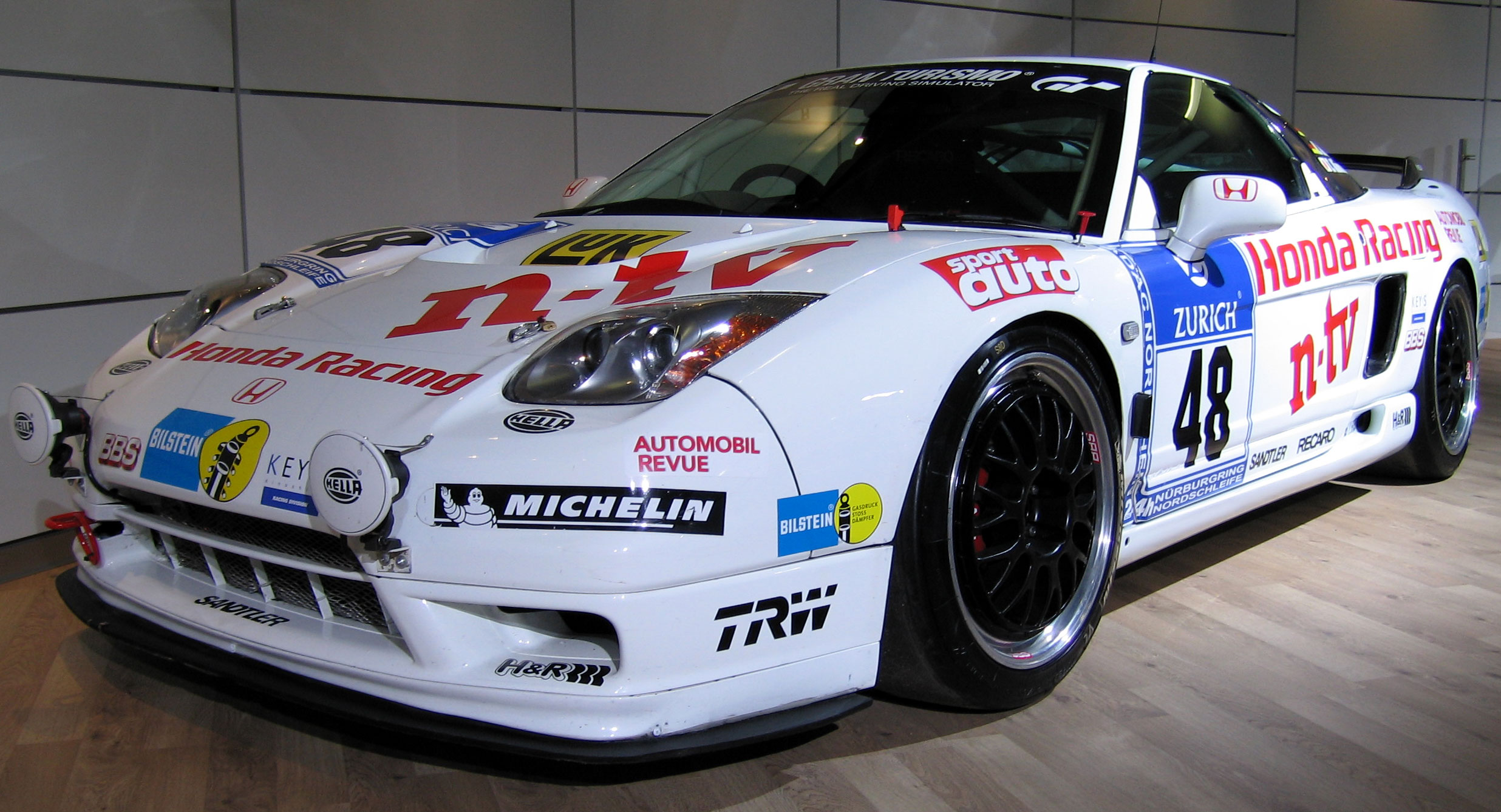
Honda N-tv-NSX-R von 2005

Ab 2003 startete ein modifizierter, rechtsgelenkter NSX-R sowohl im Langstreckenpokal (bis 2005) als auch beim 24-Stunden-Rennen auf dem Nürburgring. Der von wechselnden Teams und mit verschiedenen Sponsoren-Kombinationen eingesetzte Wagen war unter anderem mit einem auf 316 PS leicht leistungsgesteigerten 3,2-Liter-Motor, aerodynamischen Anbauteilen, Nachrüst-Bremsen und verstärkten Fahrwerksteilen ausgerüstet, aber weitgehend gleich mit den in Japan verkauften Serienfahrzeugen. 2005 erreichte der unter anderem von Fernsehmoderator Klaus Niedzwiedz gefahrene n-tv-NSX-R beim 24-Stunden-Rennen Gesamtrang 12 und den „A 6“-Klassensieg; im Jahr 2007 gelang noch Gesamtrang 26 und Platz 6 in der Klasse „SP 6“.
Im Juni 2004 setzten Honda Deutschland und die Zeitschrift „sport auto“ beim 24-Stunden-Rennen am Nürburgring einen von „GS Motorsport“ modifizierten NSX GT500 aus der JGTC-Serie des Jahres 2002 ein. Der rund 1200 kg schwere ehemalige Mobil 1-Wagen wurde unter anderem durch den Einbau von Motorteilen eines NSX GT300 standfester gemacht, aber auch leistungsreduziert auf etwa 420 PS aus rund 3,4 l Hubraum. Schon bei den Vortests hatte sich jedoch gezeigt, dass der ursprünglich für relativ ebene Rennstrecken gebaute Wagen Probleme mit welligen Streckenverläufen hatte. Die Verbindungen zwischen Motor, Getriebe und Differenzial reagierten zum Teil mit Lecks auf die durch Bodenunebenheiten verursachten starken Belastungen. Beim Rennen selbst fiel der unter anderem von Armin Hahne pilotierte „Gebrauchtwagen“ deshalb nach gut 8 Stunden durch Differenzialschaden aus. Honda verbuchte den Einsatz dennoch als Achtungserfolg, da das offiziell NSX 24h-Special genannte und optisch spektakuläre Auto bis zur letzten Fahrt in die Box schon Gesamtrang 10 unter mehr als 200 Startern erreicht hatte. In den folgenden Jahren wurde der Wagen nicht mehr beim 24-Stunden-Rennen eingesetzt.

### NSX-R GT und weitere Renneinsätze

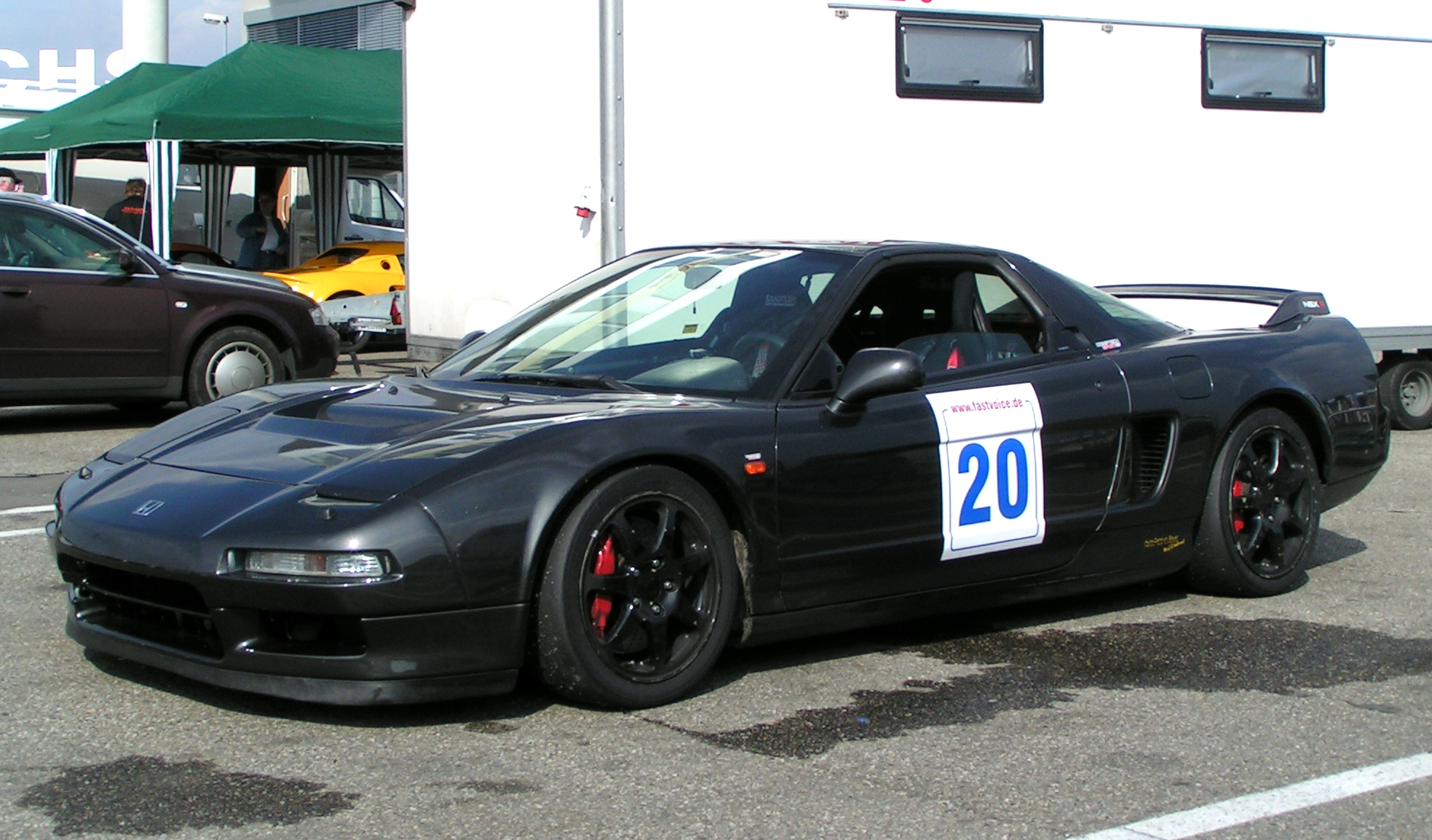
Ein für den Rennsport modifizierter NSX NA2 (vor dem Facelift 2002) am Hockenheimring

2005 legte Honda eine Kleinstserie von fünf Exemplaren eines straßenzugelassenen NSX-R GT auf, mit denen die Homologationsbestimmungen des neuen Super-GT-Reglements erfüllt werden sollten. Jedes dieser handgebauten und nur in Japan verkauften Exemplare kostete umgerechnet rund 376.000 Euro, unterschied sich aber nur durch andere Karosserie- und neue Anbauteile vom NSX-R und nicht durch bessere Leistungsdaten. Trotzdem waren die Autos schon vor der Fertigstellung verkauft. Im selben Jahr erreichte der Arta-NSX vom Team Honda Racing die Super-GT-Vizemeisterschaft hinter einem Toyota Supra. 2006 wurde ein vom Team Kunimitsu eingesetzter Raybrig-NSX Vizemeister hinter einem Lexus SC 430.
Zwischen 1992 und 2005 wurde vom NSX & Honda Sportcars Club mit Sitz in der Schweiz auf Rennstrecken in Frankreich, Belgien und Italien eine European Trophy-Rennserie veranstaltet, bei der zuerst nur NSX-Modelle in drei Klassen (serienmäßig, modifiziert und Prototypen) gegeneinander antraten. Zeitweise waren hier auch die ehemaligen Seikel-GT2-NSX (aus der ADAC-GT-Cup-Saison 1993) am Start. Zuletzt wurde in der Trophy auch die Teilnahme anderer sportlicher Honda-Modelle in eigenen Klassen erlaubt. Die Privatfahrer und die zum Teil professionellen Teams kamen aus Europa, den USA und Japan. 1997 wurde ein NSX des Teams Realtime Meister der Klasse T1 in der US-Serie SCCA World Challenge.

## Der NSX in den Medien (Auswahl)
- In der ab 1990 ausgestrahlten US-Fernsehserie Beverly Hills, 90210 fuhr Tiffani-Amber Thiessen als Valerie Malone zeitweise einen NSX.
- Im 1994 veröffentlichten Film Pulp Fiction fährt Harvey Keitel als der „Problemlöser“ Winston Wolf einen silberfarbenen NSX, den er als „meinen Acura“ bezeichnet und der ihn laut seiner Aussage dreimal so schnell ans Ziel bringt, wie es üblicherweise dauere (Zitat: „It’s 30 minutes away – I’ll be there in 10“).
- 1995 wurde im Film Terminal Justice (in Deutschland als Cybertech P. D. veröffentlicht) ein NSX mit offener Fronthaube und darunter hervorquellendem Rauch am Straßenrand gezeigt; der Motor des NSX ist zwar nicht vorne, sondern hinter der Fahrgastzelle eingebaut, der Motorkühler befindet sich aber dennoch vorne.
- Im Film Executive Target (1997, im deutschen Fernsehen auch als The Stuntdriver gesendet) bestreitet die Hauptfigur Nick James (Michael Madsen) eine Verfolgungsfahrt mit einem roten NSX.
- Im Video der Red-Hot-Chili-Peppers-Single Californication war 2000 ein roter NSX zu sehen.
- Verschiedene NSX-Versionen sind in Rennspielen wie Gran Turismo, Need for Speed: Pro Street, Need for Speed: Shift, Race Driver: GRID und DTM Race Driver 3 programmiert.
- In der Serie Baywatch Nights wird ein roter NSX-Targa regelmäßig von David Hasselhoff gefahren.
- Im Film The Avengers wird ein Honda/Acura NSX-CONCEPT-Car gefahren, der aber auf einem „alten“ NSX aufbaut, dessen äußere Anbauteile dem neuen Concept-Design entsprechen.
- The Fast and the Furious: Tokyo Drift: Gelber NSX mit Veilside-Kit
- Fast & Furious – Neues Modell. Originalteile.: Schwarzer NSX Type-R (2002) am Ende des Films
- Fast & Furious Five: Schwarzer NSX Type-R am Anfang des Films (Szene von Teil 4 am Ende wird hier am Anfang fortgesetzt)

### Zitate
„Der Honda NSX ist meines Erachtens einer der am meisten unterschätzten Sportwagen. Er versammelt alle Attribute, die einen wahren Sportler ausmachen: Er sieht gut aus, bringt eine stramme Leistung auf die Straße und begeistert mit einem Sound, der süchtig macht. Technisch hat Honda alles aufgeboten, was gut und teuer ist. […] Der NSX hätte es verdient, von einem größeren Kundenkreis akzeptiert zu werden. Hieße er Ferrari, dann würden sich die Leute die Finger danach lecken.“

„Der NSX besitzt vorzügliche Anlagen. Verstehe wer will, daß Honda die Gelegenheit nicht konsequent genutzt hat, im Zuge der sinnvollen technischen Weiterentwicklung an Motor, Getriebe und der Bremsanlage auch das übrige Umfeld gefühlvoll zu modernisieren. […] So steht wieder ein geschliffener Sportwagen vor uns, der den Status Quo souverän erfüllt – aber mehr auch nicht. Dafür ist der Preis zu hoch.“

“Of course as you know, the engine has only six cylinders; however, the NSX’s very rigid chassis is excellent and would easily be capable of handling more power. Although it’s true I had thought it would have been better to put a larger engine, the moment I drove the „little“ NSX, all the benchmark cars – Ferrari, Porsche, Lamborghini – I had been using as references in the development of my car vanished from my mind. Of course the car we would create, the McLaren F1, needed to be faster than the NSX, but the NSX's ride quality and handling would become our new design target.”

„Natürlich hat der Motor – wie Sie wissen – nur sechs Zylinder; das sehr steife Chassis ist allerdings hervorragend und könnte leicht mit mehr Leistung fertigwerden. Es ist zwar wahr, dass ich dachte, es wäre besser gewesen, einen größeren Motor einzubauen. Als ich jedoch den „kleinen“ NSX fuhr, verschwanden alle Benchmark-Autos – Ferrari, Porsche, Lamborghini –, die ich als Referenz für die Entwicklung meines Autos verwendet hatte, aus meinem Sinn. Natürlich musste das Auto, das wir bauen wollten, der McLaren F1, schneller sein als der NSX, aber dessen Fahrqualitäten und das Handling sollten unser neues Designziel sein.“

## Daten Modell NA1
(Ab 1990, Werksangaben)
| KenngrößenModell                                                       | Honda NSX                                                                                     | Honda NSX Automatik                                                                           |
| ---------------------------------------------------------------------- | --------------------------------------------------------------------------------------------- | --------------------------------------------------------------------------------------------- |
| Motor                                                                  | V-6-Zylinder, 24 Ventile, variable Ventilsteuerung, Leichtmetall-Motorblock und -Zylinderkopf | V-6-Zylinder, 24 Ventile, variable Ventilsteuerung, Leichtmetall-Motorblock und -Zylinderkopf |
| Hubraum                                                                | 2977 cm³                                                                                      | 2977 cm³                                                                                      |
| Bohrung × Hub                                                          | 90 × 78 mm                                                                                    | 90 × 78 mm                                                                                    |
| Leistung                                                               | 201 kW (274 PS) bei 7100 min−1                                                                | 188 kW (256 PS) bei 6800 min−1                                                                |
| max. Drehmoment                                                        | 284 Nm bei 5400 min−1                                                                         | 284 Nm bei 5400 min−1                                                                         |
| Höchstgeschwindigkeit                                                  | 270 km/h                                                                                      | 260 km/h                                                                                      |
| Beschleunigung, 0–100 km/h                                             | 5,9 s                                                                                         | 6,9 s                                                                                         |
| Getriebeart                                                            | Fünfgang-Schaltgetriebe                                                                       | Vierstufen-Automatik                                                                          |
| Antriebsart                                                            | Hinterradantrieb                                                                              | Hinterradantrieb                                                                              |
| Kraftstoffverbrauch, Super bleifrei (lt. Prospekt nach EG 80/1268/EWG) | Stadtzyklus: 13,8 l/100 km konstant 90 km/h: 7,8 l/100 km konstant 120 km/h: 9,3 l/100 km     | (durchschnittlich): 12,3 l/100 km                                                             |
| Letzter Listenpreis                                                    | 152.000 DM (NSX-T)                                                                            |                                                                                               |

## Daten Modell NA2
(Ab 1997, Werksangaben)
| Modell                                                            | Honda NSX                                                                                     | Honda NSX Automatik                                                                           |
| ----------------------------------------------------------------- | --------------------------------------------------------------------------------------------- | --------------------------------------------------------------------------------------------- |
| Motor                                                             | V-6-Zylinder, 24 Ventile, variable Ventilsteuerung, Leichtmetall-Motorblock und -Zylinderkopf | V-6-Zylinder, 24 Ventile, variable Ventilsteuerung, Leichtmetall-Motorblock und -Zylinderkopf |
| Hubraum                                                           | 3179 cm³                                                                                      | 2977 cm³                                                                                      |
| Bohrung × Hub                                                     | 93 × 78 mm                                                                                    | 90 × 78 mm                                                                                    |
| Leistung                                                          | 206 kW (280 PS) bei 7300 min−1                                                                | 188 kW (256 PS) bei 6600 min−1                                                                |
| Max. Drehmoment                                                   | 298 Nm bei 5300 min−1                                                                         | 284 Nm bei 5400 min−1                                                                         |
| Höchstgeschwindigkeit                                             | 275 km/h                                                                                      | 260 km/h                                                                                      |
| Beschleunigung, 0–100 km/h                                        | 5,7 s                                                                                         | 7,5 s                                                                                         |
| Getriebeart                                                       | 6-Gang-Schaltgetriebe                                                                         | 4-Stufen-Automatik                                                                            |
| Antriebsart                                                       | Hinterradantrieb                                                                              | Hinterradantrieb                                                                              |
| Kraftstoffverbrauch bis Bj. 2001, kombiniert (nach RL 93/116/EWG) | 12,0 l/100 km                                                                                 |                                                                                               |
| Kraftstoffverbrauch ab Bj. 2002, kombiniert (nach ECE)            | 12,4 l/100 km                                                                                 | 12,3 l/100 km                                                                                 |
| CO2-Ausstoß                                                       | 291 g/km                                                                                      | 287 g/km                                                                                      |
| Letzter Listenpreis                                               | 95.000 Euro (NSX-T)                                                                           |                                                                                               |